# Національний музей західноєвропейського мистецтва (Токіо)
Національний музей західноєвропейського мистецтва (англ. National Museum of Western Art)— найбільший в Японії художній музей в місті Токіо, спеціалізований на придбанні і демонстрації творів західноєвропейських майстрів та майстрів з країн Північної Америки.

## Історія колекцій
В основі національної збірки — приватна колекція Мацукава Кодзіро (1865—1950). Він перебував у Франції, де і зібрав картини західних художників. Під час 2-ї світової війни колекцію Мацукава Кодзіро конфіскували, як майно громадянина держави-союзника гітлерівської Німеччини. Уряд Франції з метою зміцнення дружніх відносин з повоєнною Японією в кінці 1950-х рр. передав частку творів колекції пана Мацукава Кодзіро в Токіо. 1957 року сто дев'яносто шість (196) картин, вісімдесят (80) малюнків, шістдесят три (63) скульптури та 26 творів друкованої графіки прибули в Токіо.

## Споруди музею

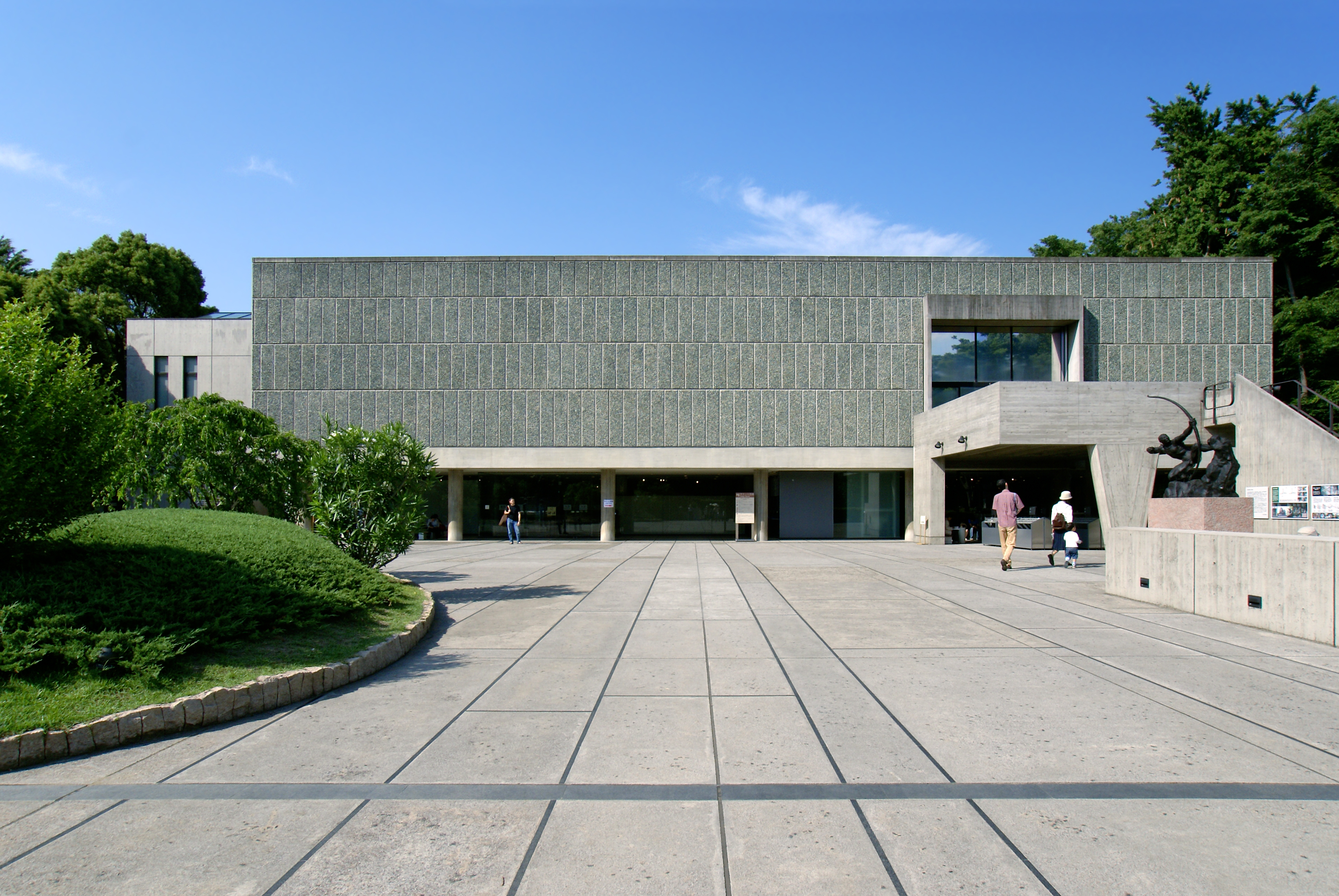
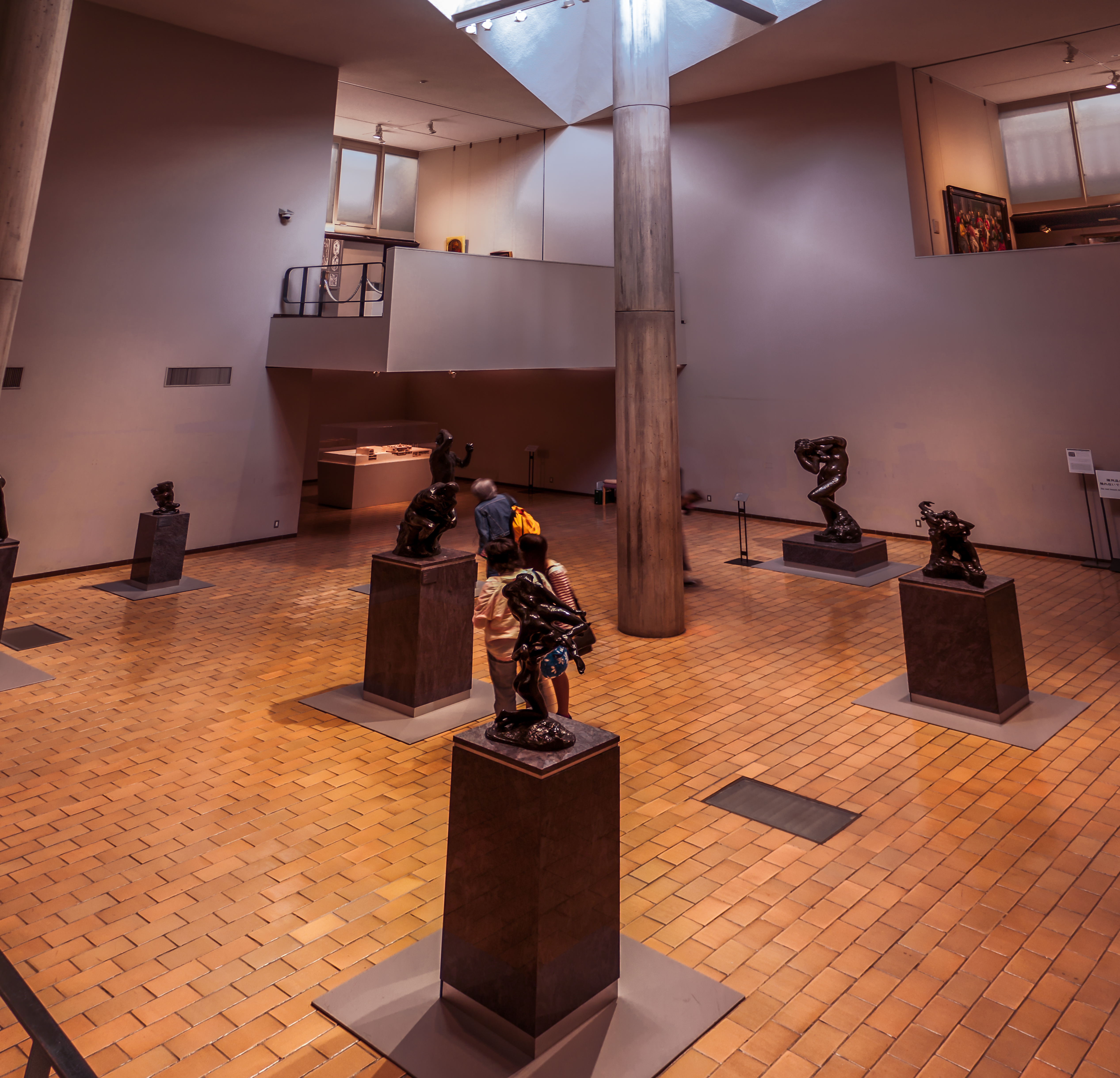
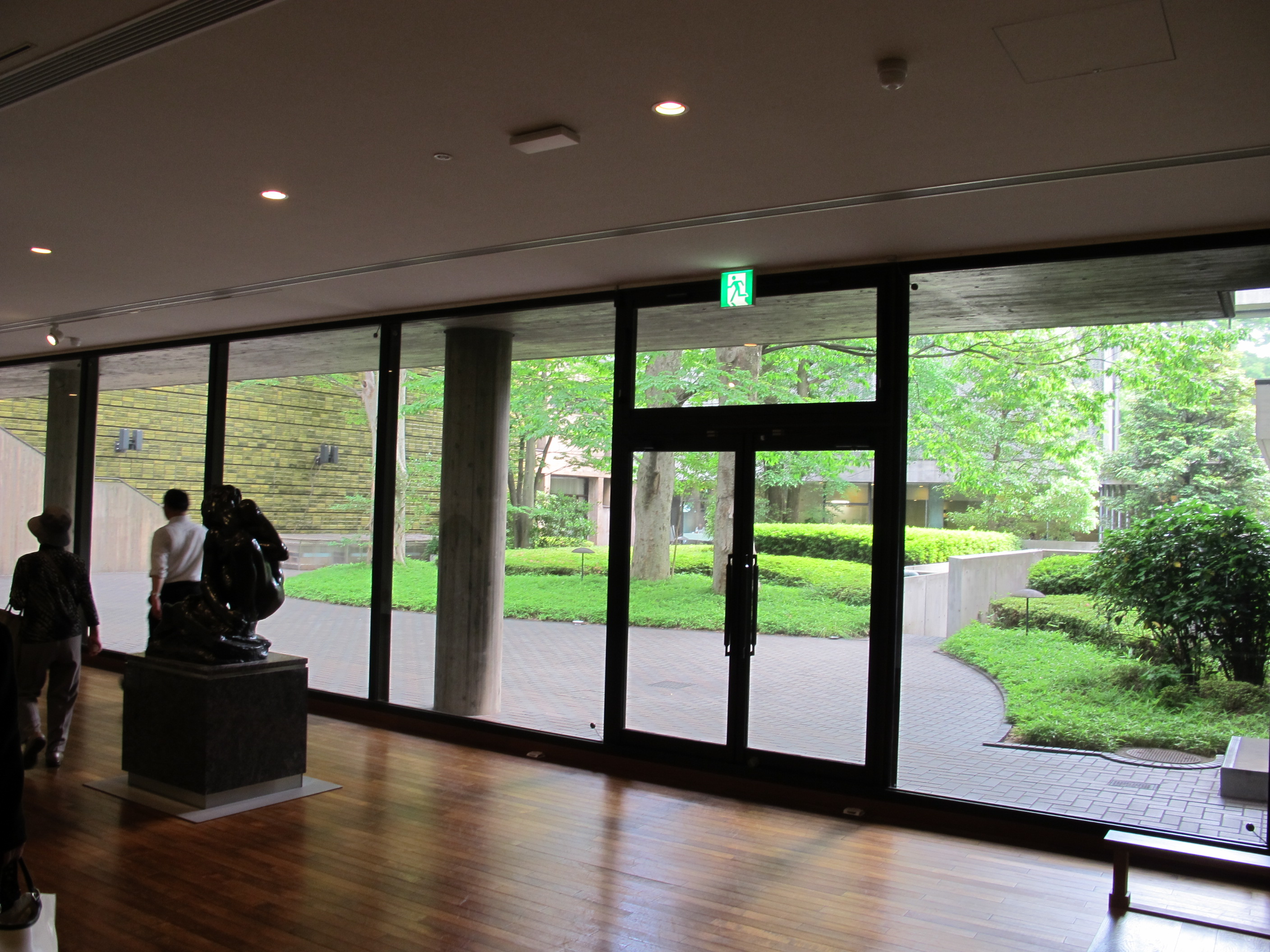
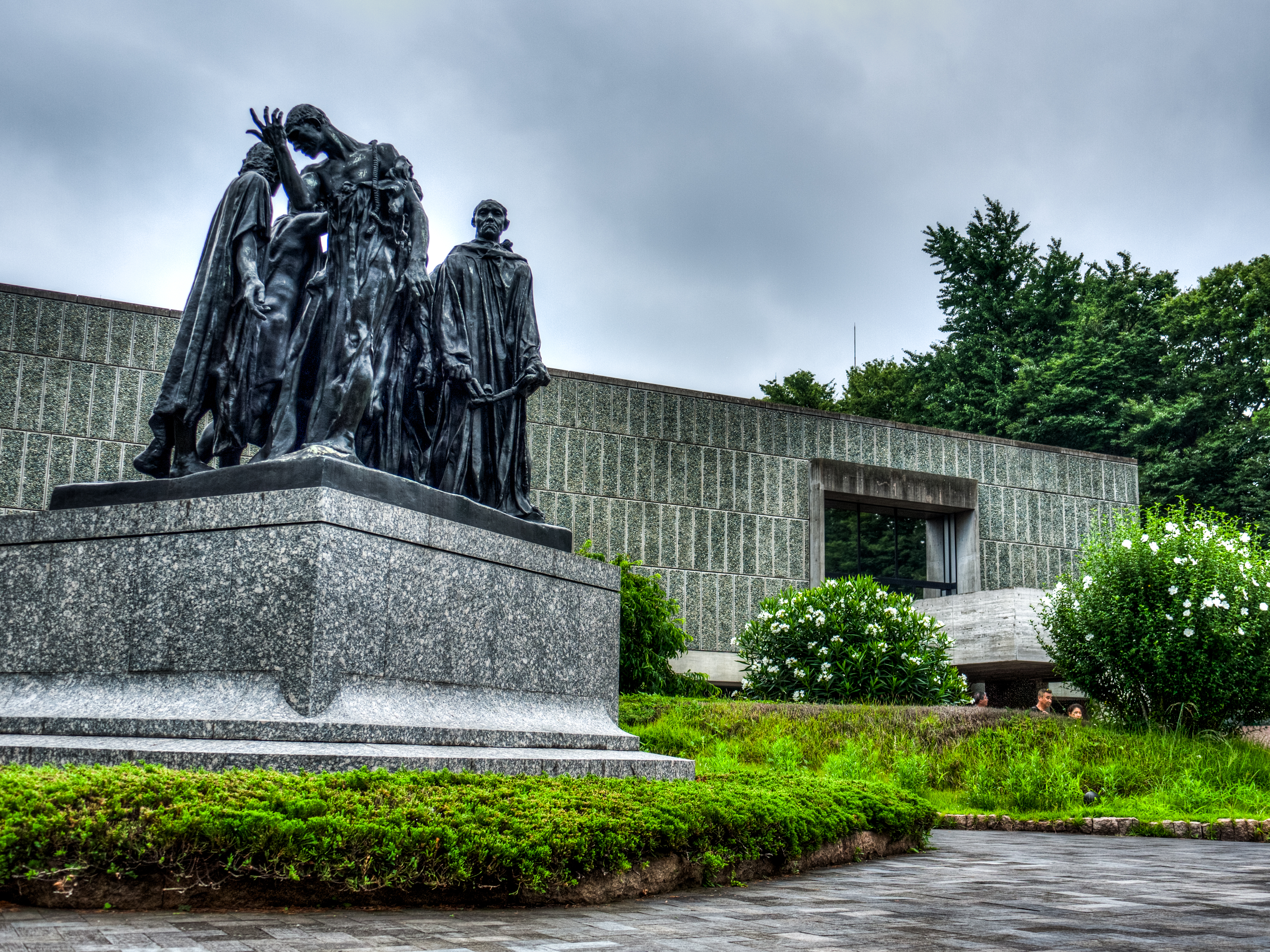

Проект музейної споруди доручили створити франко-швейцарському архітекторові Ле Корбюзьє. Архітектор наплягав, щоби робочі креслення та нагляд за побудовою споруди робили місцеві японські архітектори. Музей вибудовано за сприяння японських архітекторів Сакакура Дзунзьо, Йосісака Такамаса, Куніо Маєкава (Маєкава був учнем Ле Корбюзьє). Аби прискорити будівництво, в першу чергу приміщень не включили лекційну залу, бібліотеку та окремий офіс. Але всі вони були залишені в плані на майбутнє. Через два роки споруда була готова і 1959 рік вважають роком відкриття музею західноєвропейського мистецтва в Токіо.
Розпочалося звичне життя музею — з придбанням нових творів, з тимчасовими виставками. 1979 року за проектом архітектора Куніо Маєкава для тимчасових виставок вибудували нове приміщення. Музей має два поверхи, наукову бібліотеку, лекційну залу і залу для почесних гостей. Малоповерховість споруд збережена з міркувань протидії землетрусам, досить частим в Японії і в Токіо. А земельна ділянка зберігає принадність для додаткового будівництва та зростання приміщень.

## Фонди
Незажаючи на давній перерозподіл головних шедеврів західноєвропейського мистецтва між великими та провінційними музеями Європи та Північної Америки, в Національному музеї західноєвропейського мистецтва можна цілком ознайомитися із головними європейськими мистецькими течіями та пунктиром відслідкувати шляхи мистецького розвитку від доби середньовіччя до 20 століття. Як і в кожному пізньо заснованому музеї в ньому є слабкі і сильні ділянки. До сильних ділянок належать твори французького імпресіонізму та велика збірка скульптур Огюста Родена.

## Майстри Іспанії

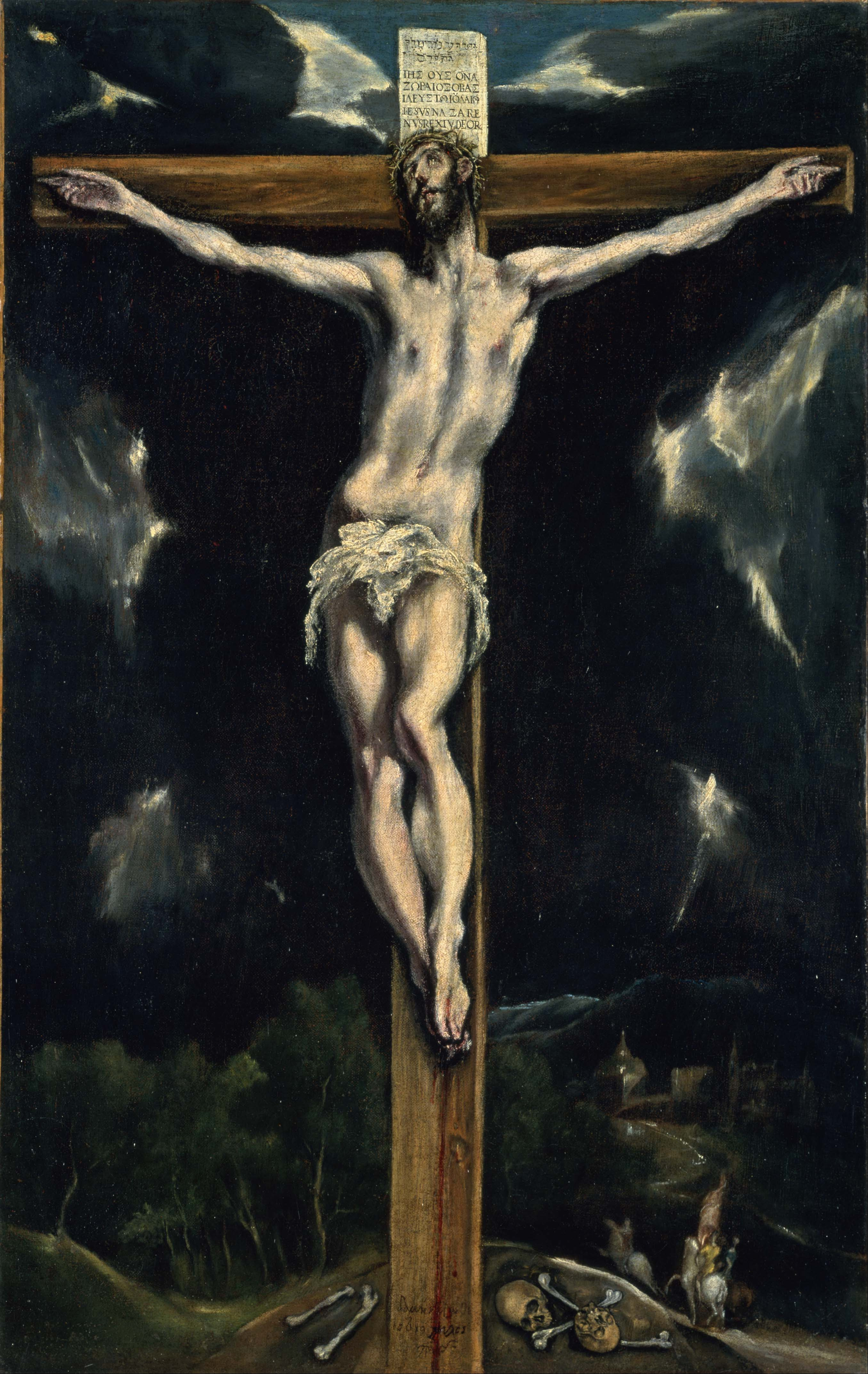
Ель Греко. «Розп'яття»

Художники Іспанії представлені випадковими речами навіть в західноєвропейських музейних колекціях. Більшою повнотою виділяються іспанські збірки Лувра в Парижі та деякі музейні зібрання Сполучених Штатів, де мешкає потужна іспанська діаспора.
Іспанська збірка Національного музею західноєвропейського мистецтва теж невелика. Але музей спромігся придбати оригінали Ель Греко, іспанця Хосе де Рібера, що десятиліттями працював в місті Неаполь, картини Мурільйо тощо.
Серед картин Ель Греко — «Розп'яття», подане художником на іспанські смаки без фігур Богородиці та Івана Хрестителя. В картині головує оголена фігура Христа, що звернувся з молитвою до Бога-отця та містичне, динамічне, передбуремне небо зі сполохами між хмарами.

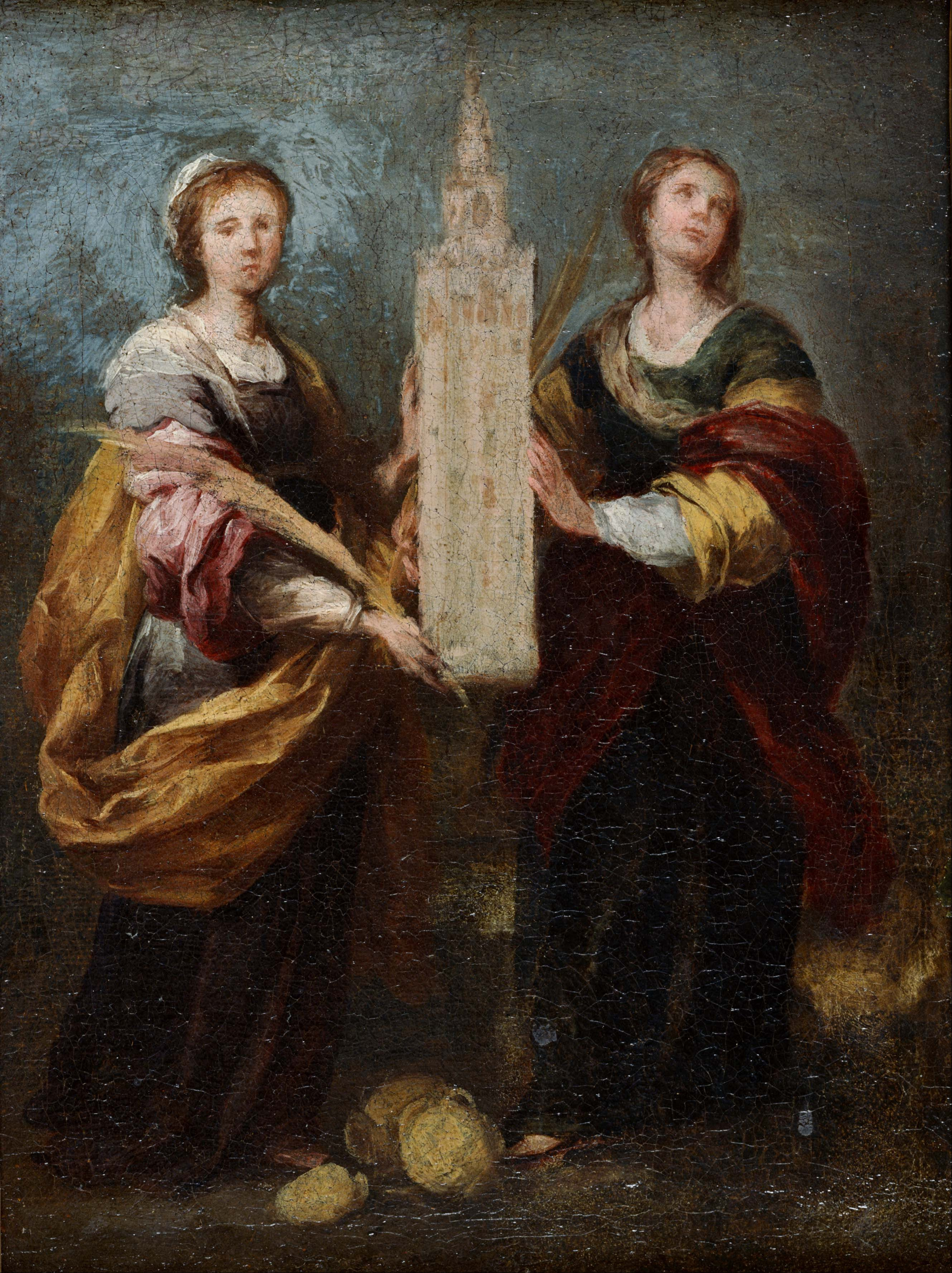
Мурільйо. «Святі Юста та Руфіна»
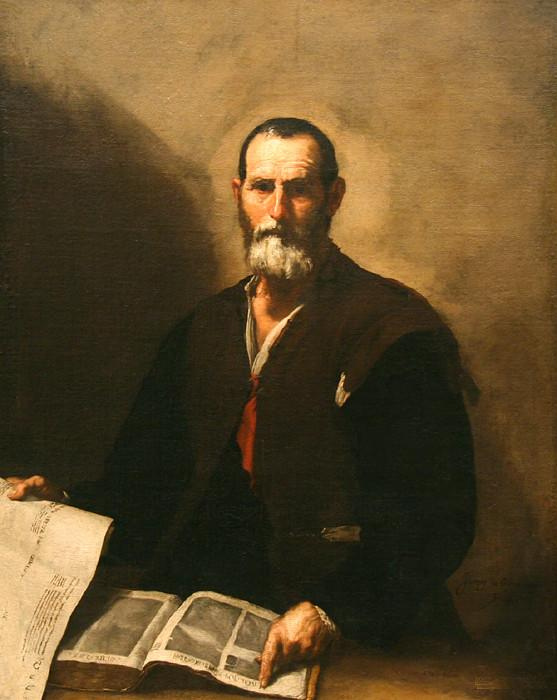
Хосе де Рібера. «Філософ Кратес», 1636 р.

## Твори в європейських стилях

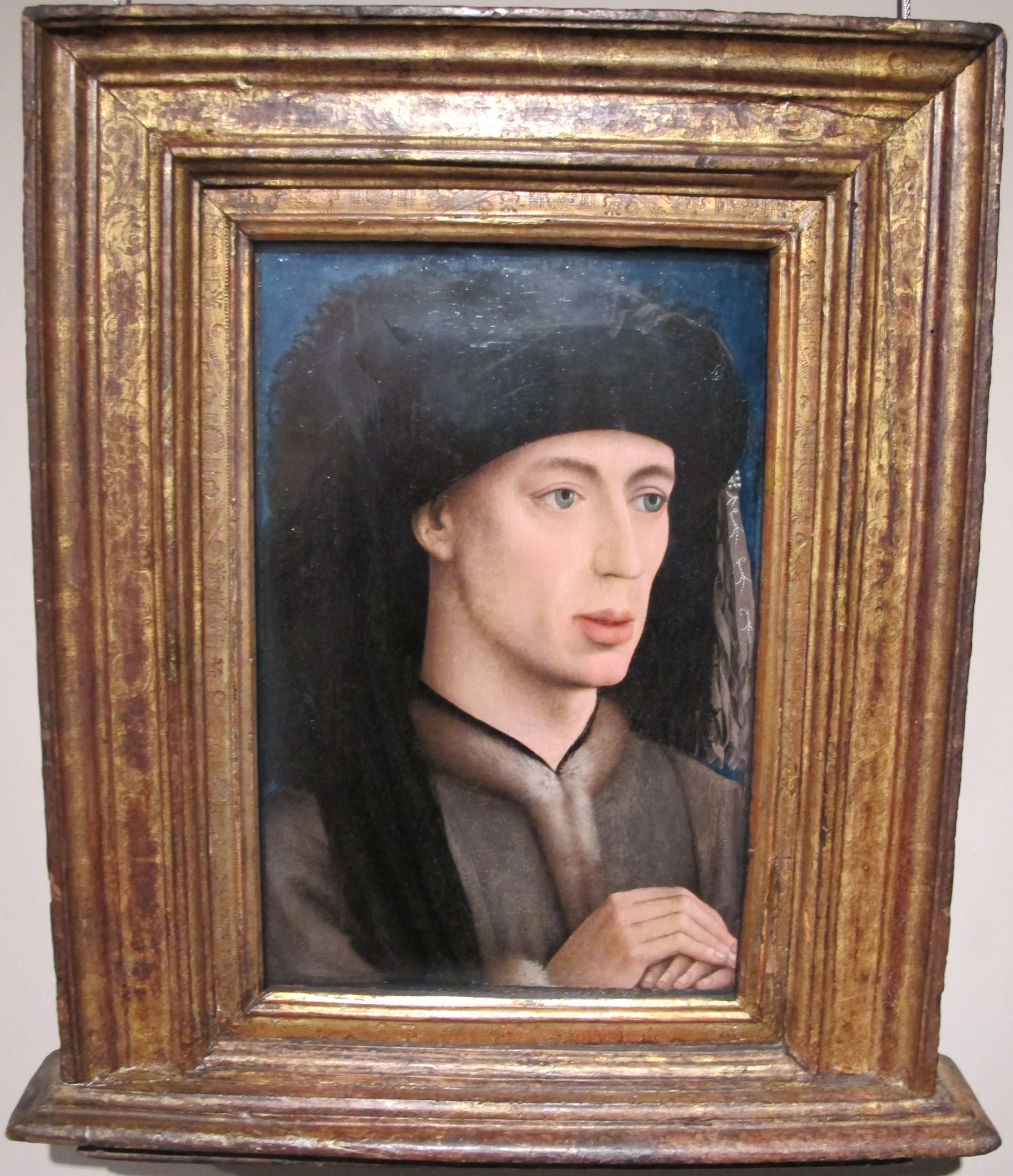
Рогір ван дер Вейден (?). «Портрет невідомого аристократа», 1430 р.

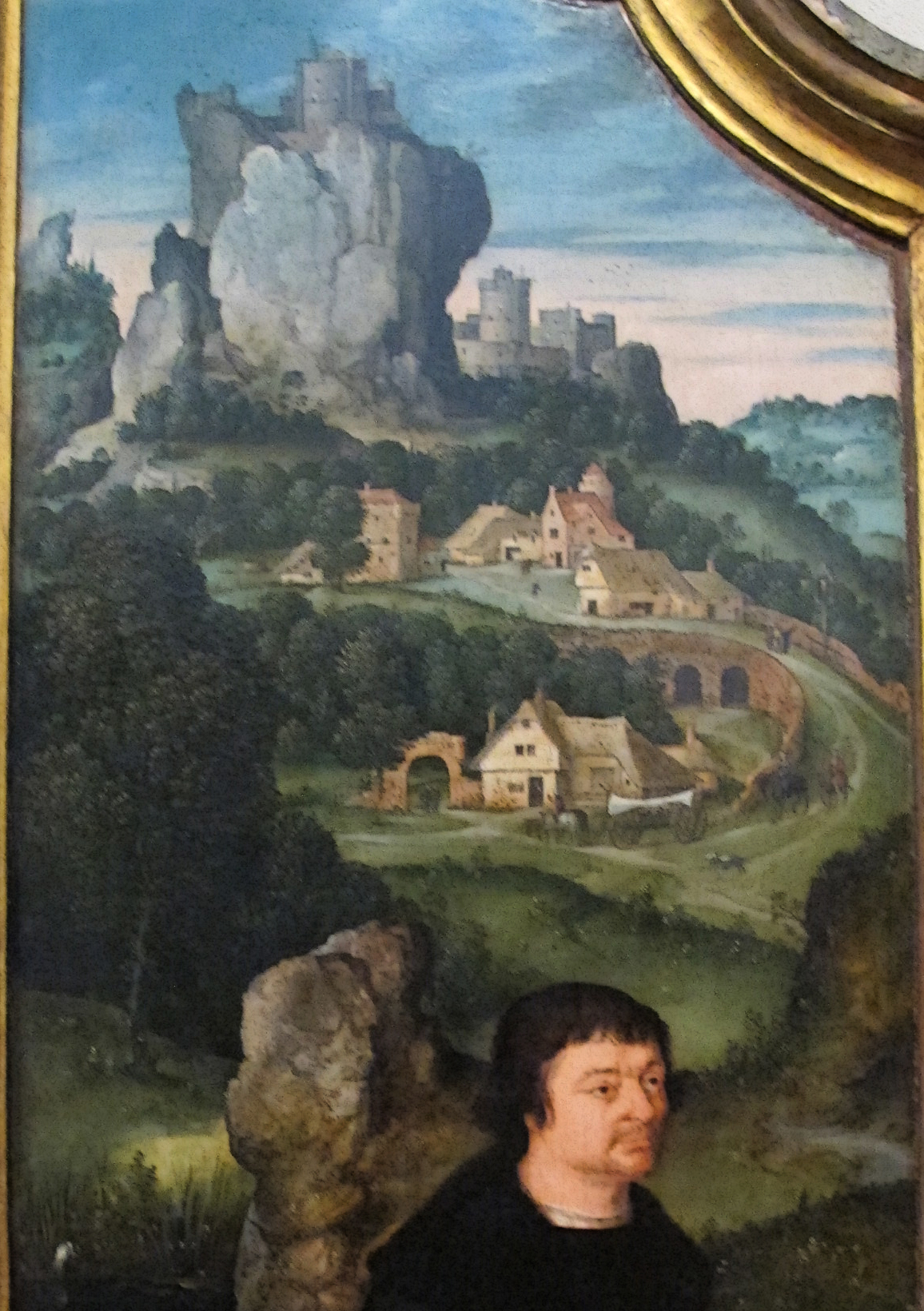
Йоос ван Клеве, частина триптиха з Розп'ятьтям.

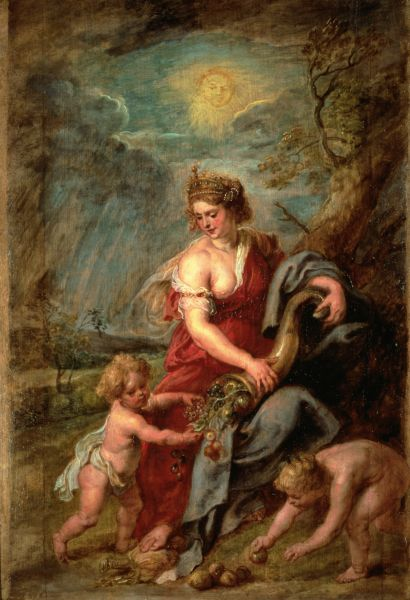
Пітер Пауль Рубенс, «Алегорія достатку»

Японія мала власний шлях розвитку мистецтва і власні темпи розвитку ку
льтури, що до кінця 19 ст. не збігалися з темпами розвитку та етапами західноєвропейського мистецтва. Екзотикою для Японії були відродження, маньєризм, бароко, класицизм з просвітництвом, з секуляризацією культури і приматом наукового знання.
Музейна збірка, що охопила п'ять століть, надає можливість на окремих пам'ятках вивчати стилі і напрямки, яких не мала японська культура і котрі такі вартісні в котексті західноєвропейської історії і її світогляді. Бо вони формували не стільки відмінності в культурі, скільки творче середовище ініціативної західноєвропейської цивілізації, що суттєво відрізняє Європу і від світу арабів-мусульман, і від світу Африки та Далекого Сходу.
Не знало японське мистецтво і такого послідовного аналізу і зацікавленості в індивідуальності особи (як такої) та її психології, що так повно відбилось в європейському відродженні чи просвітництві. Відмінності помітні і в художніх технологіях. До 19 ст. майстри Японії не користувались європейськими техніками олійного живопису, темперою чи широким використанням фресок, кількість фресок (які знали через привнесення буддистів із Китаю)в японському мистецтві мізерна. Їх роль монументального мистецтва перебрали на себе японські ширми.
Японське мистецтво не знало європейського розмаїття жанрів, тому такі відмінності помітні в натюрмортах, в портретах, в розмаїтті пейзажного живопису, де Японія таки випередила західноєвропейські художні школи. Тим цікавіші порівняння натюрмортів, портретів чи пейзажів європейських мистецьких шкіл Нідерландів, Фландрії, Франції тощо.
В музейній збірці представлені твори Пітера Пауля Рубенса, Якоба ван Рейсдала, Антоніса ван Дейка, Якоба Йорданса, Лукаса Кранаха Старшого, Яна Стена. Але шедеври зосереджені не тут, а в розділах 15, 19, 20 століть (російська ікона 15 ст., «Портрет невідомого аристократа» Рогіра ван дер Вейдена, скульптури Родена тощо).

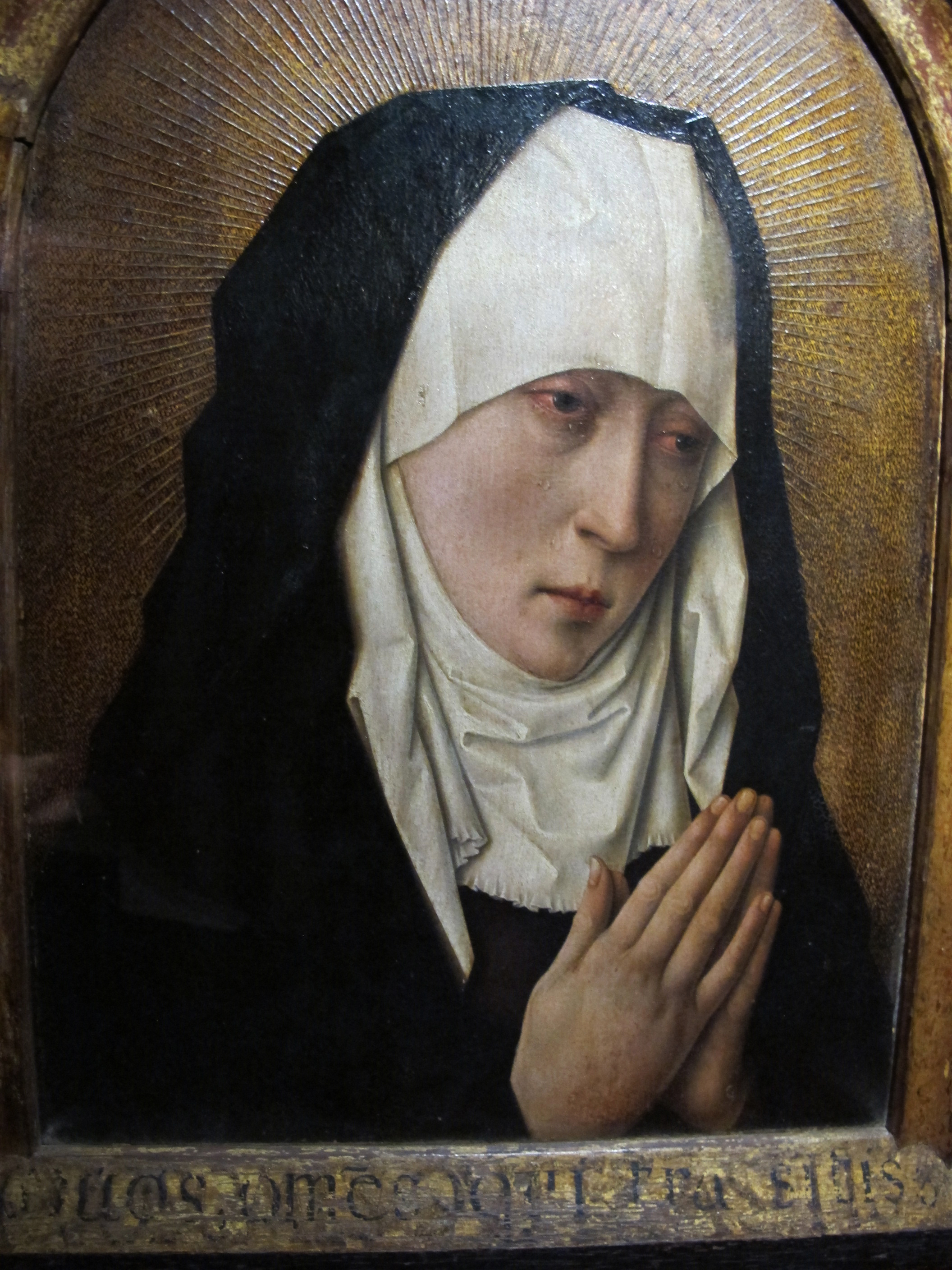
Дірк Боутс. «Скорботна Богородиця», права стулка диптиха, до 1500 року.
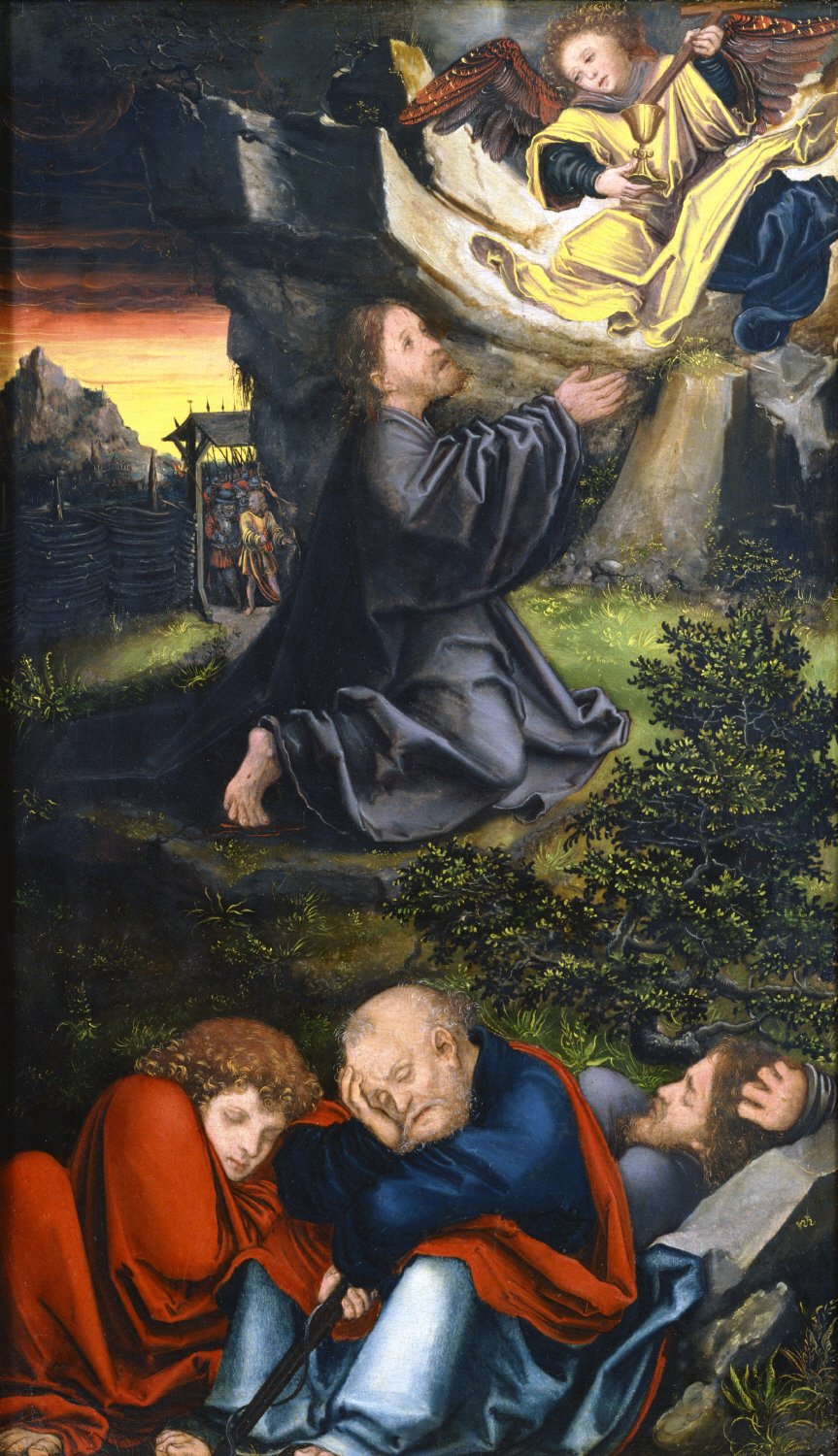
Лукас Кранах Старший. «Моління про чашу»
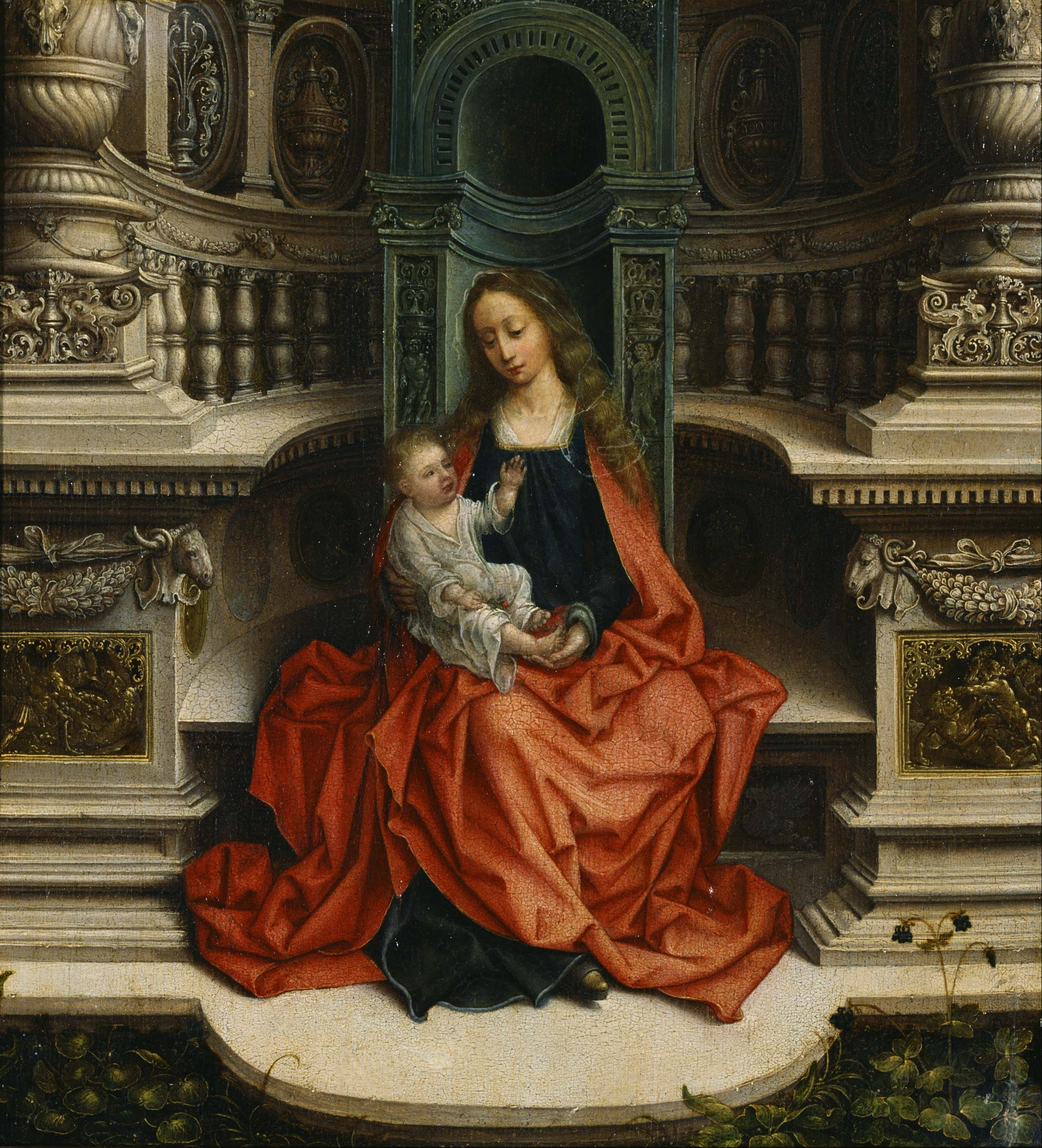
Адріан Ізенбрандт. «Мадонна на троні»
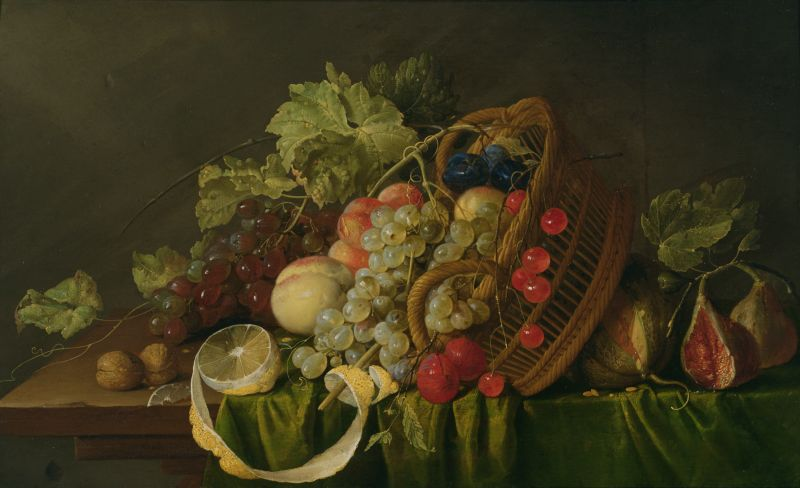
Корнеліс де Хем. «Кошик з фруктами», бл. 1654 р.
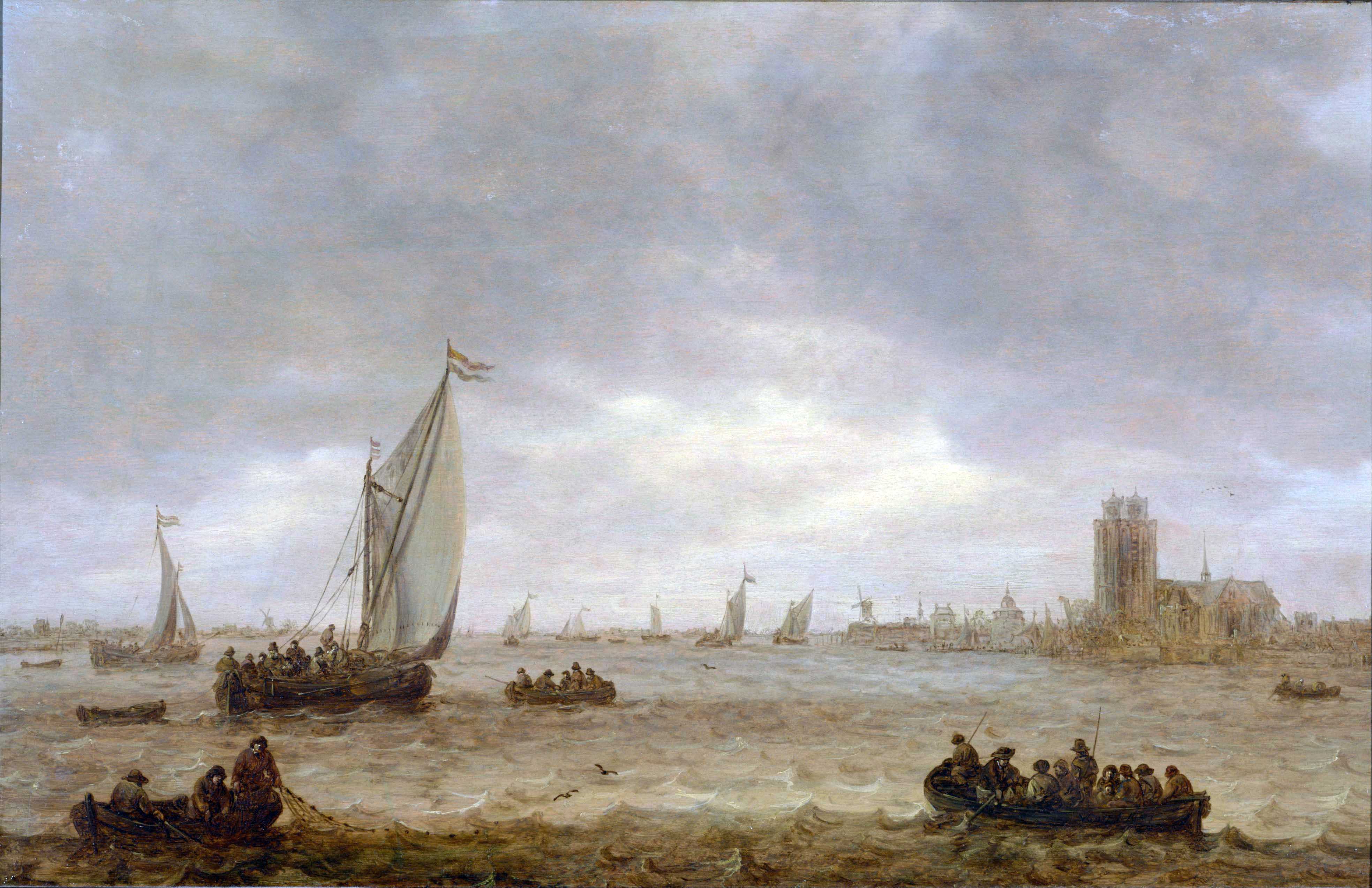
Ян ван Гойєн.
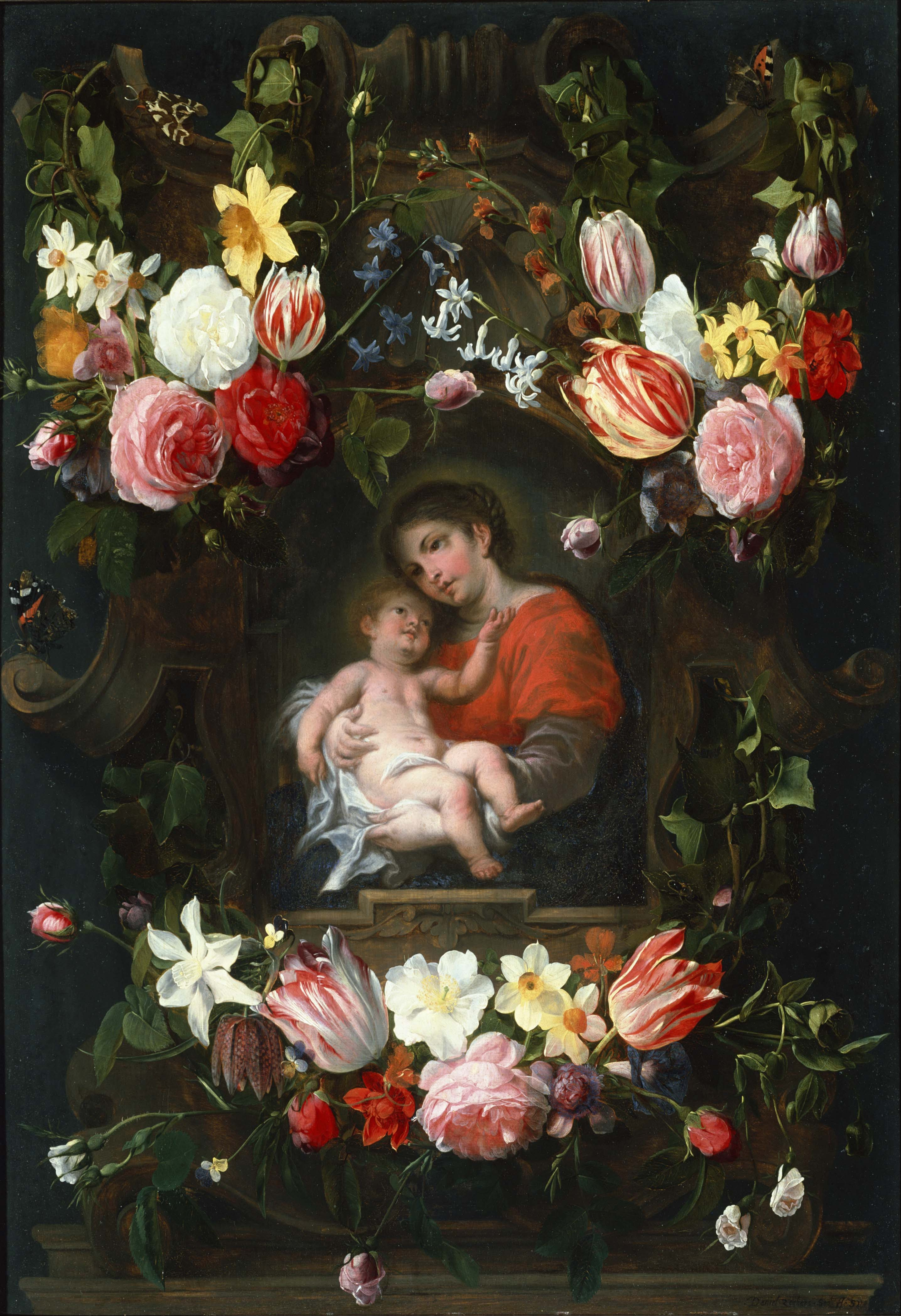
Даніель Сегерс. «Мадонна з немовлям серед квітів». середина 17 ст.
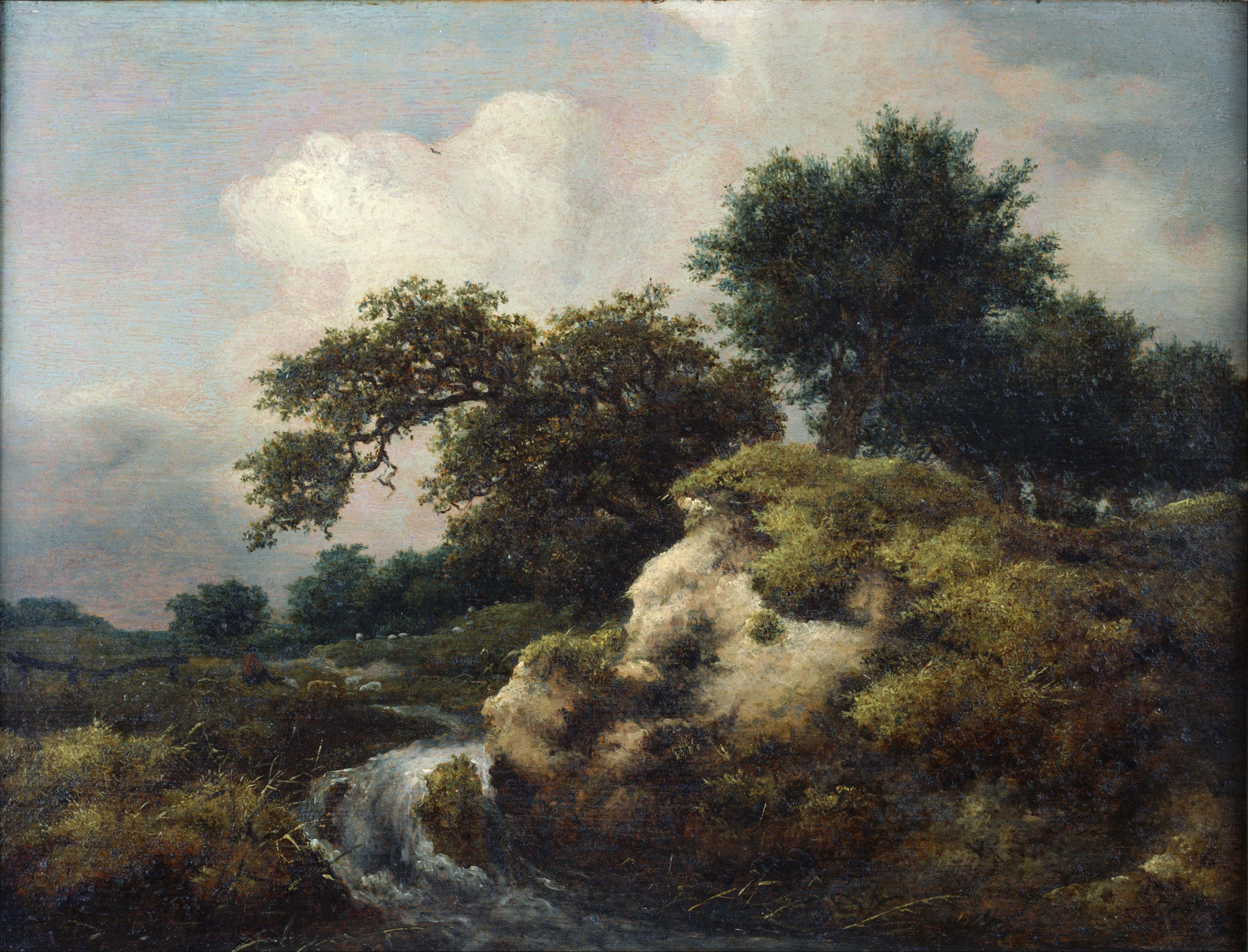
Якоб ван Рейсдал. «Пейзаж з дюними і малим водоспадом», 164 р.
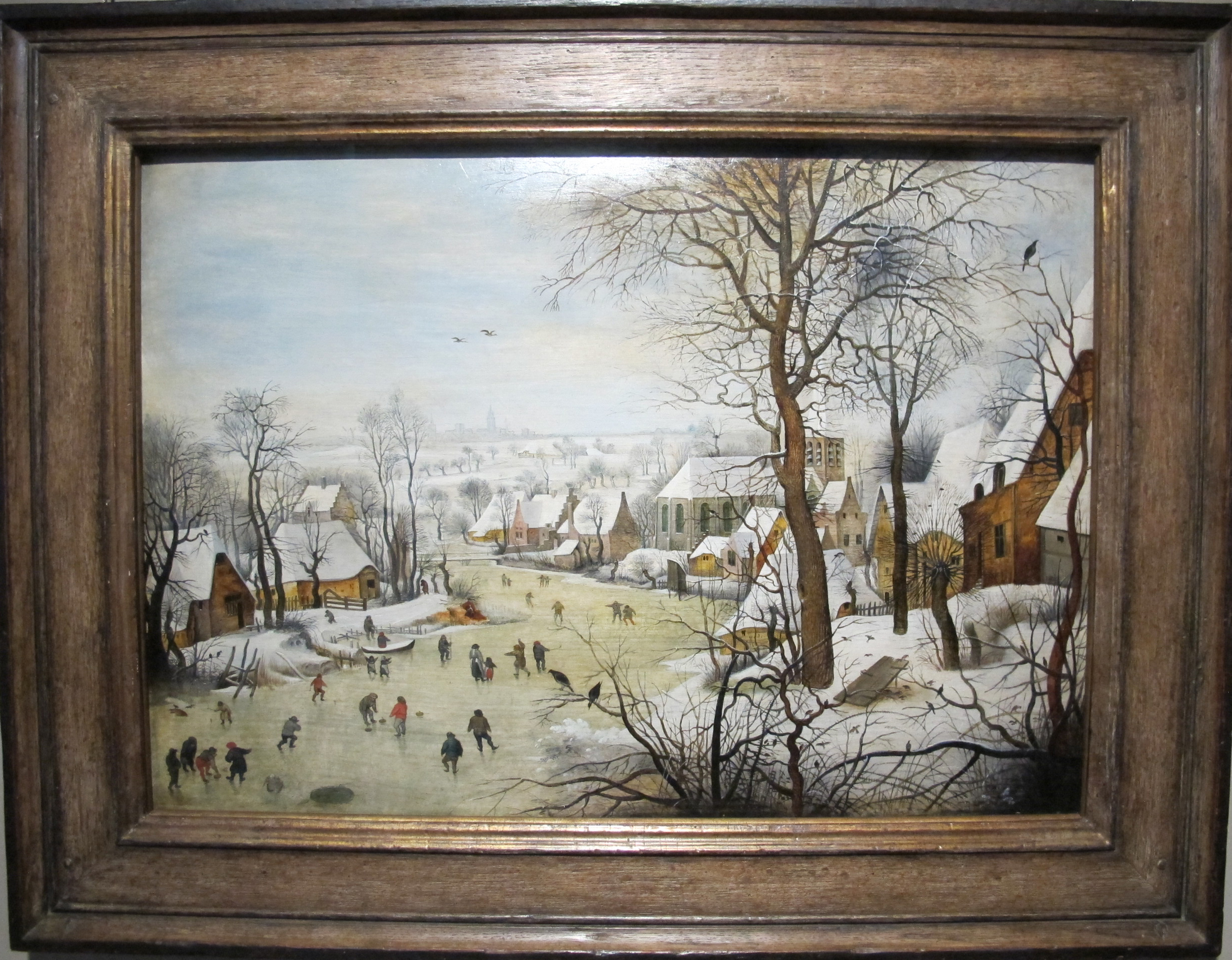
Пітер Брейгель молодший. «Зимовий пейзаж із пасткою для птахів»
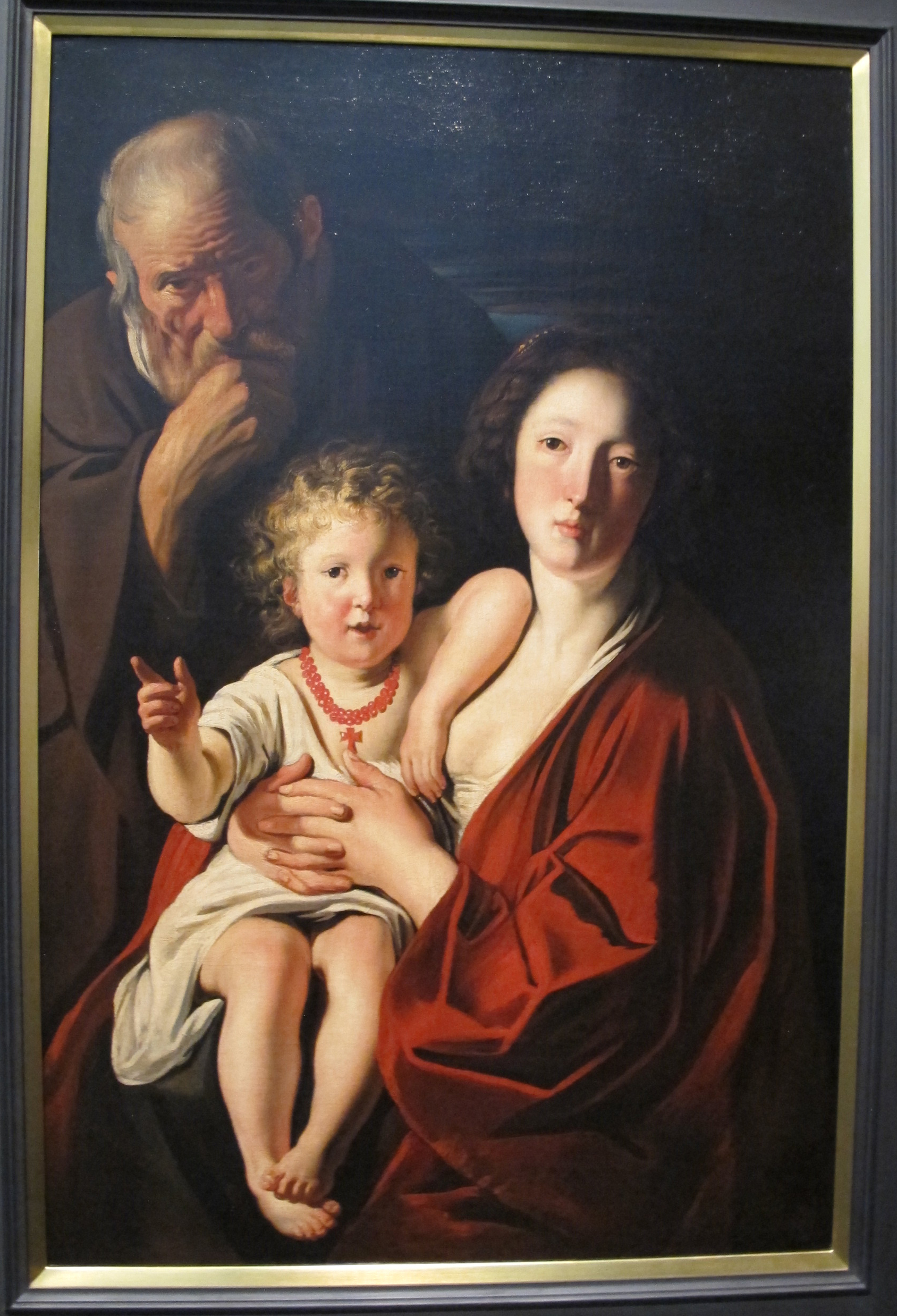
Якоб Йорданс. «Свята родина»
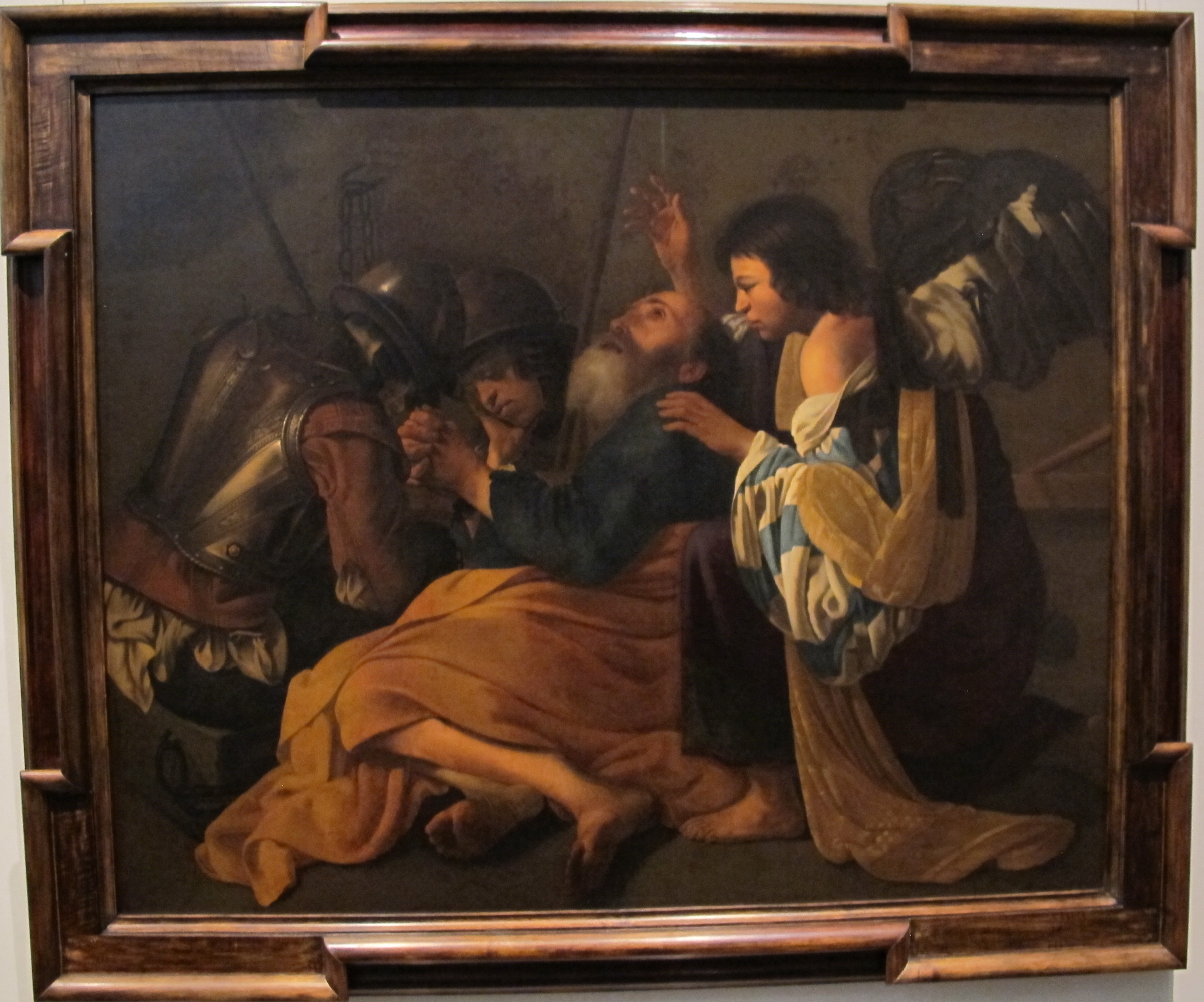
Гендрік Тербрюгген, «Вивільнення апостола Петра із в'язниці»
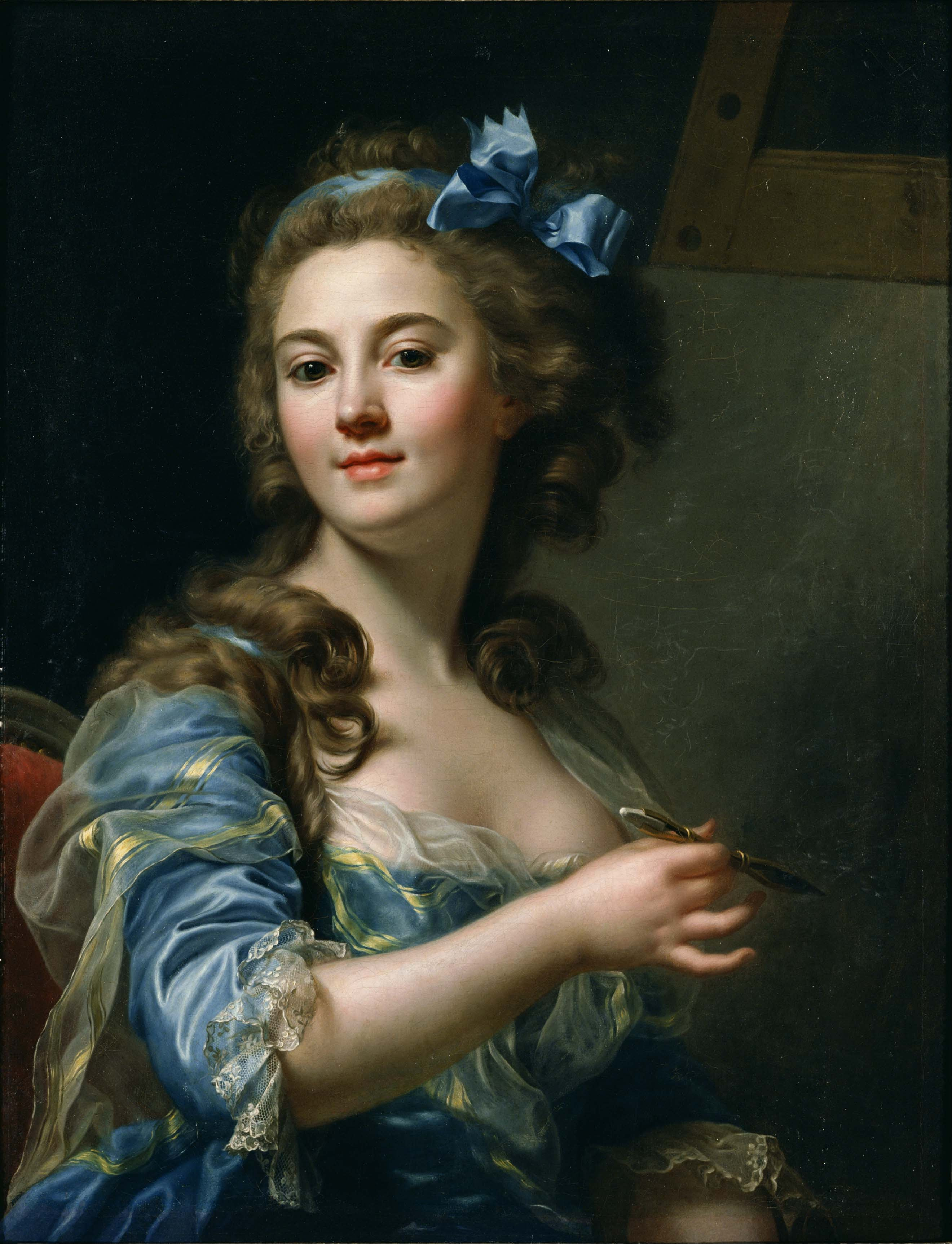
Жінка-художниця Марі-Габріель Капетінг. «Автопортрет».

## Італійський розділ збірки

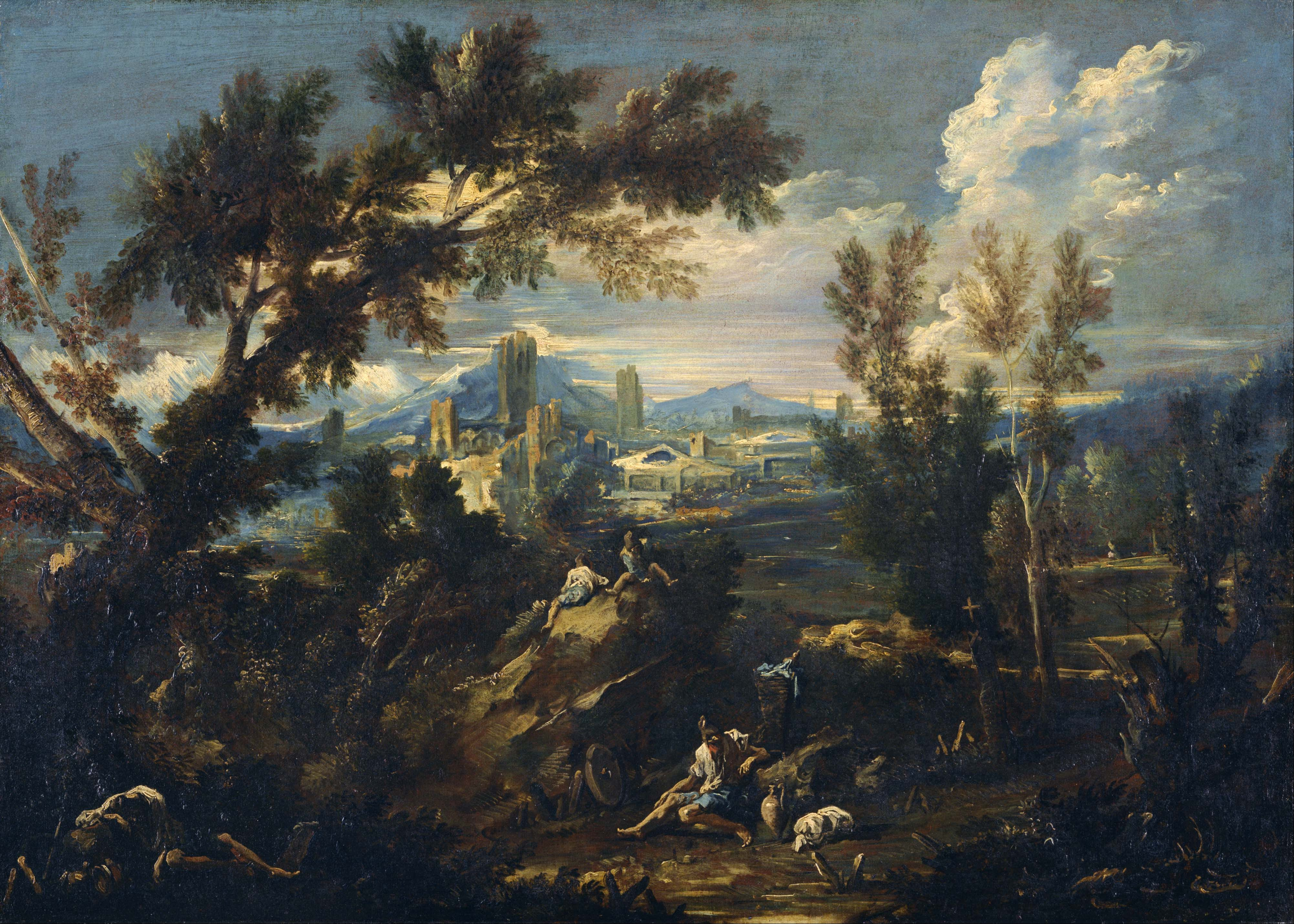
Алессандро Маньяско. «Пейзаж з місцевими мешканцями»

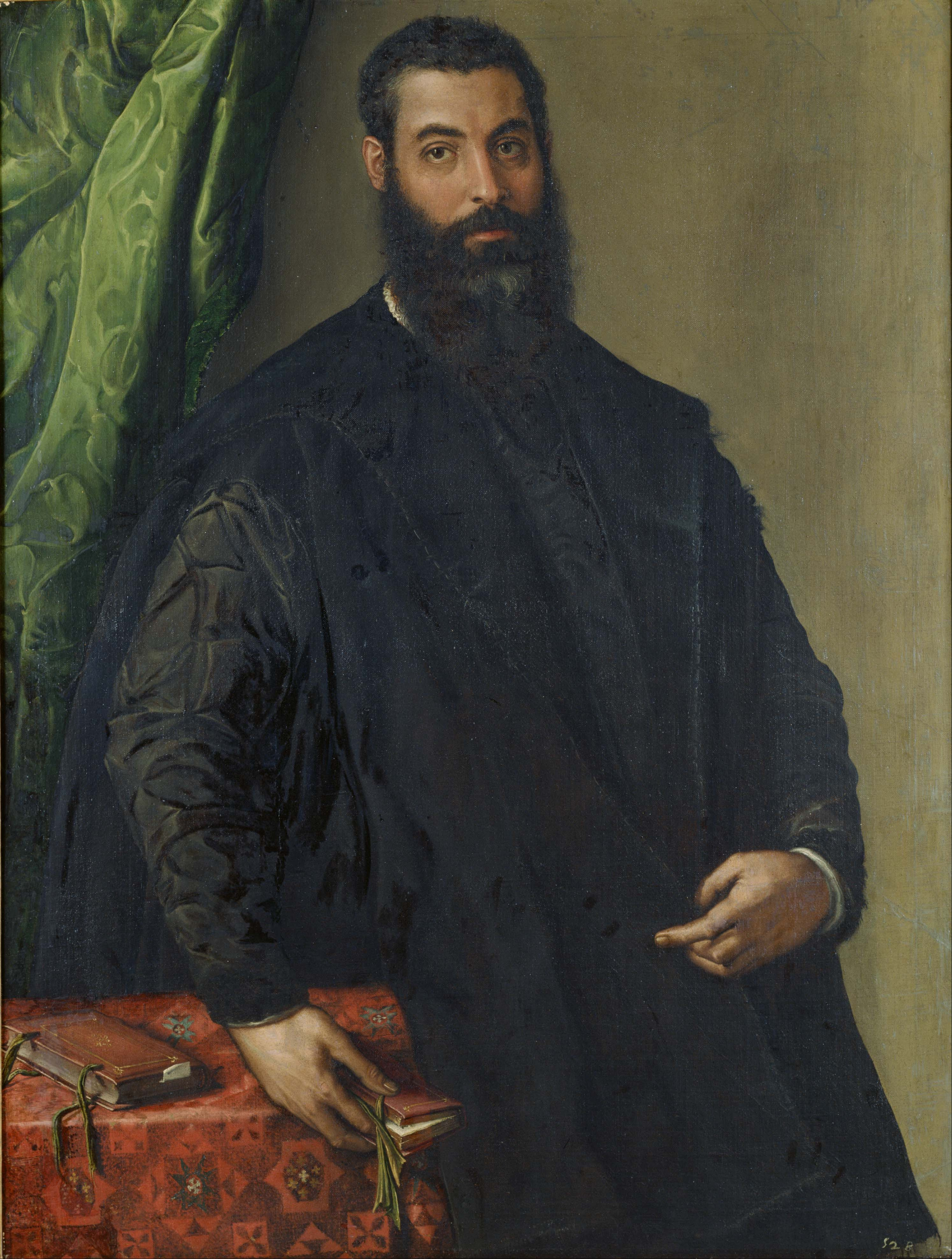
Франческо Сальвіаті, «Портрет невідомого аристократа»

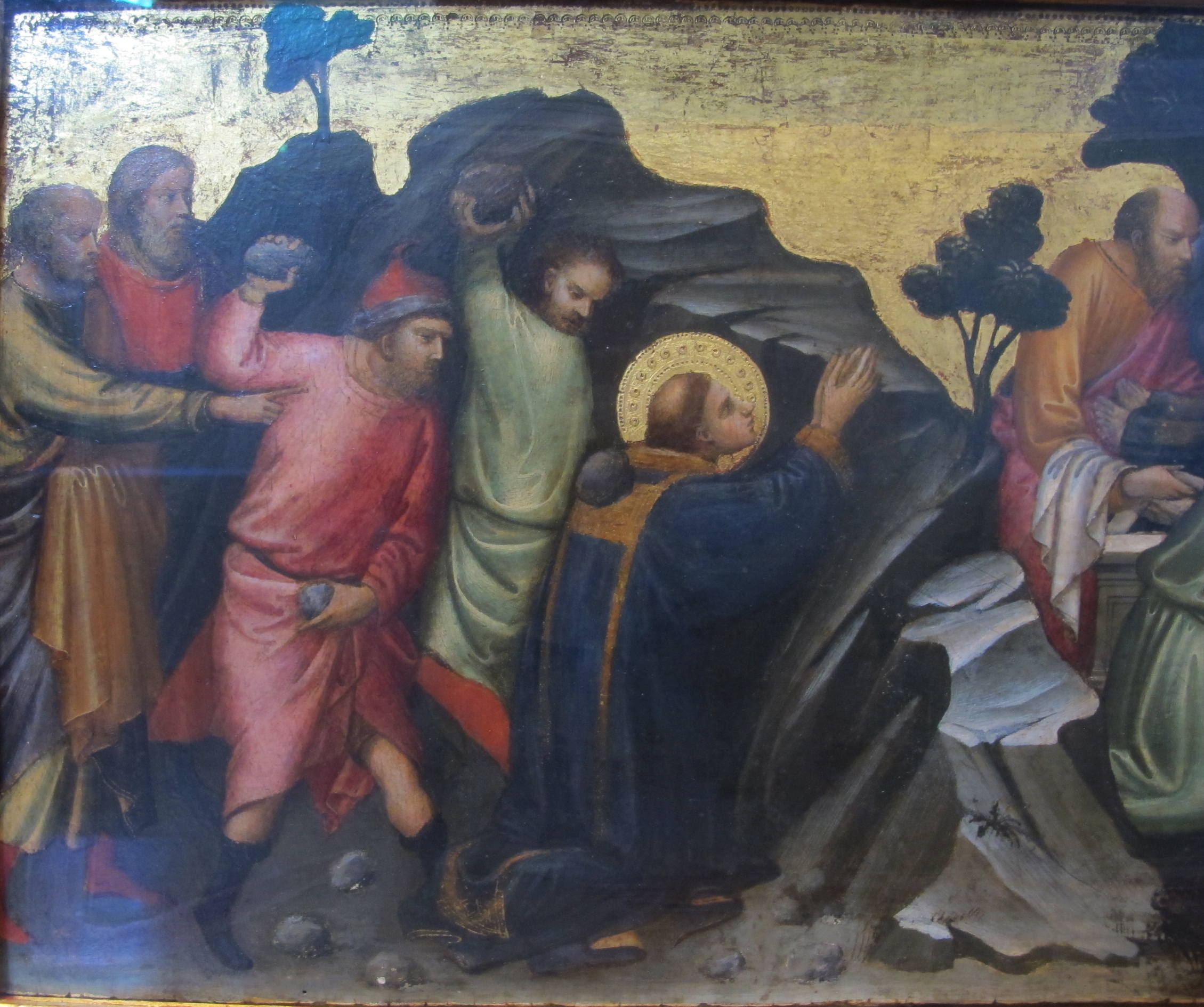
Маріотто ді Нардо. «Смерть Св. Стефана через побиття камінням», 1408 р.
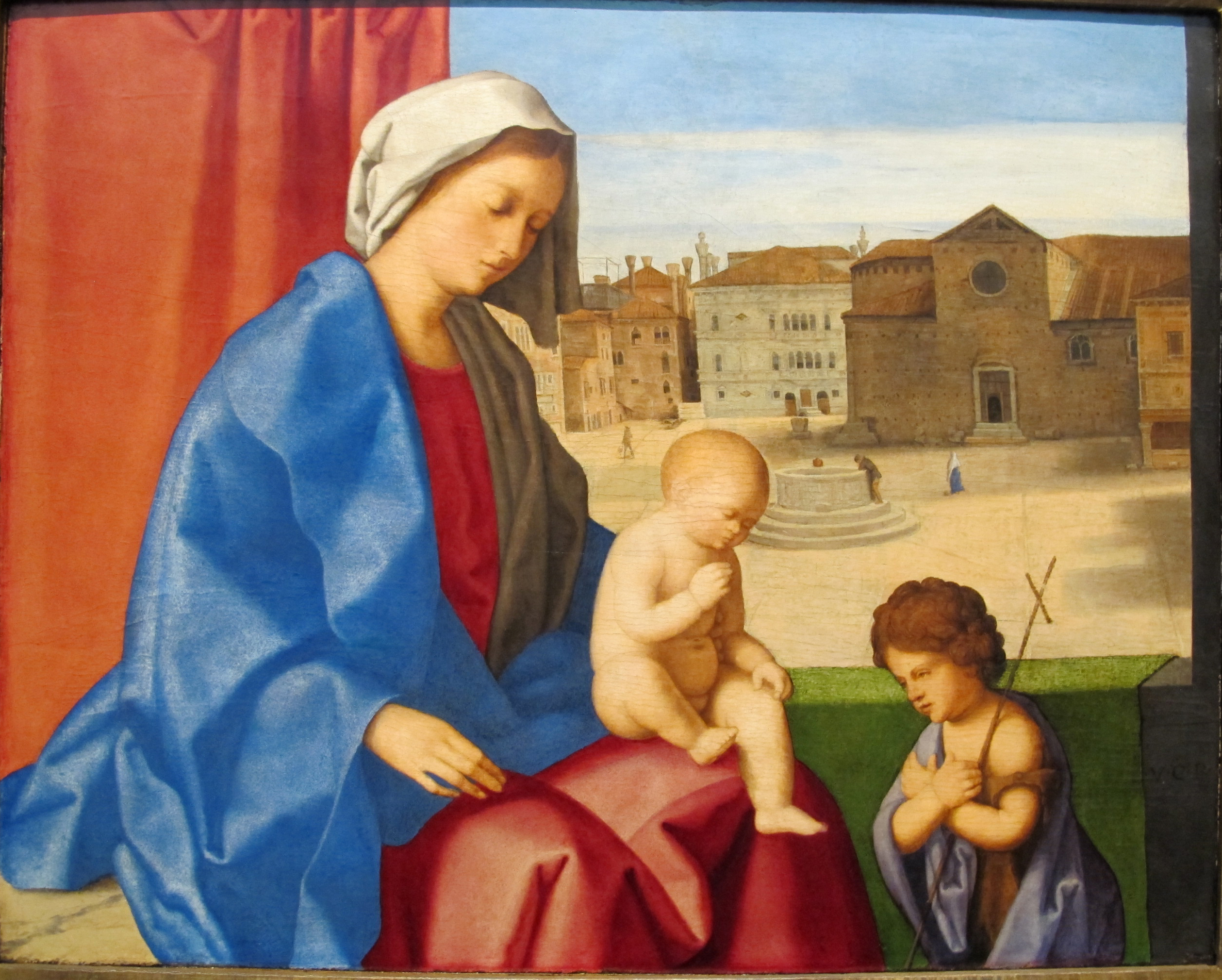
Вінченцо Катена. «Мадонна з немовлям і Іваном Хрестителем», 1512 р.
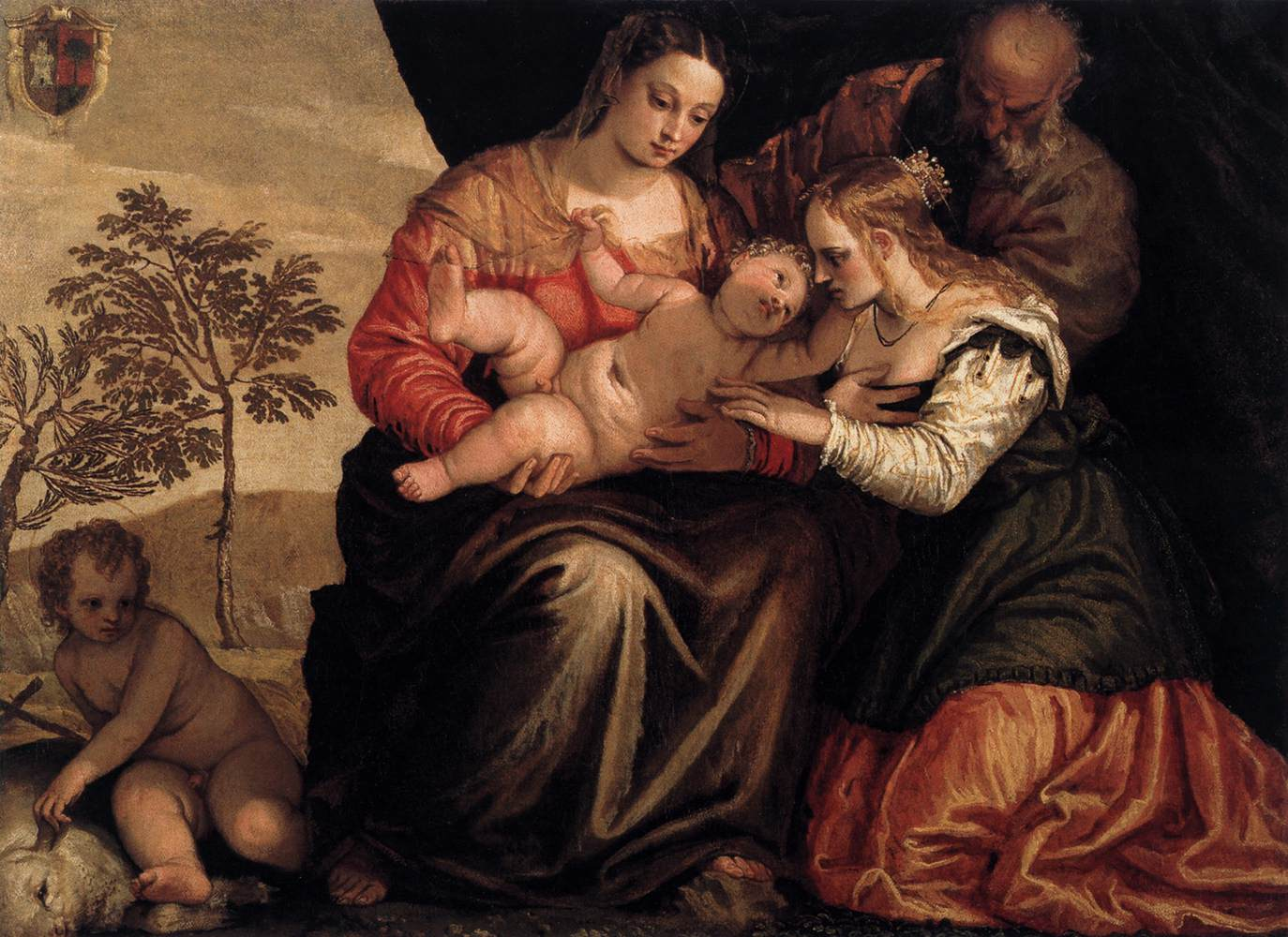
Джованні Баттіста Зелотті. «Містичні заручини Катерини Алесандрійської з католицькою церквою», 1547 р. Національний музей західноєвропейського мистецтва (Токіо)
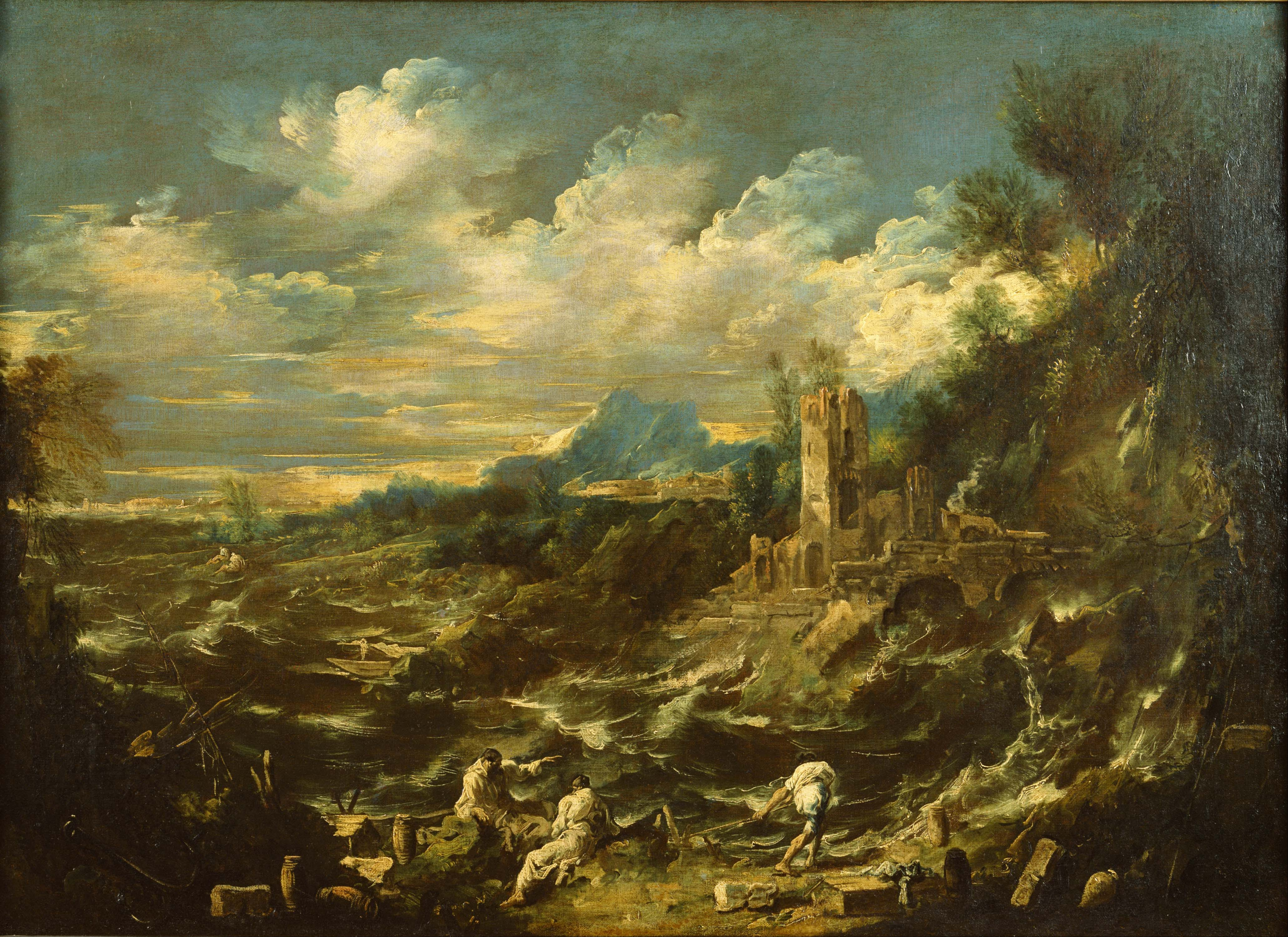
Алессандро Маньяско. «Пейзаж із бурхливим морем», до 1725 р.

## Митці Франції
Мистецтво Франції переважає в музейній збірці. І хоча тут мало творів доби середньовіччя або французького відродження, починаючи з творів 17 століття колекція репрезентує вартісні зразки. Мистецька якість колекції особливо зростає в розділах 19 та 20 століття. Представлена більшість як першоразрядних, так і другорядних митців, часто не єдиними зразками. Серед них всі представники імпресіонізму, а також — 

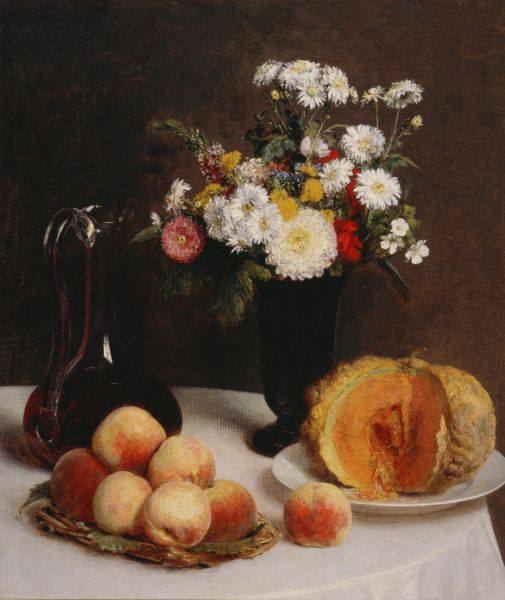
Анрі Фантен-Латур. «Натюрморт з вином, фруктами і квітами», 1865 р.

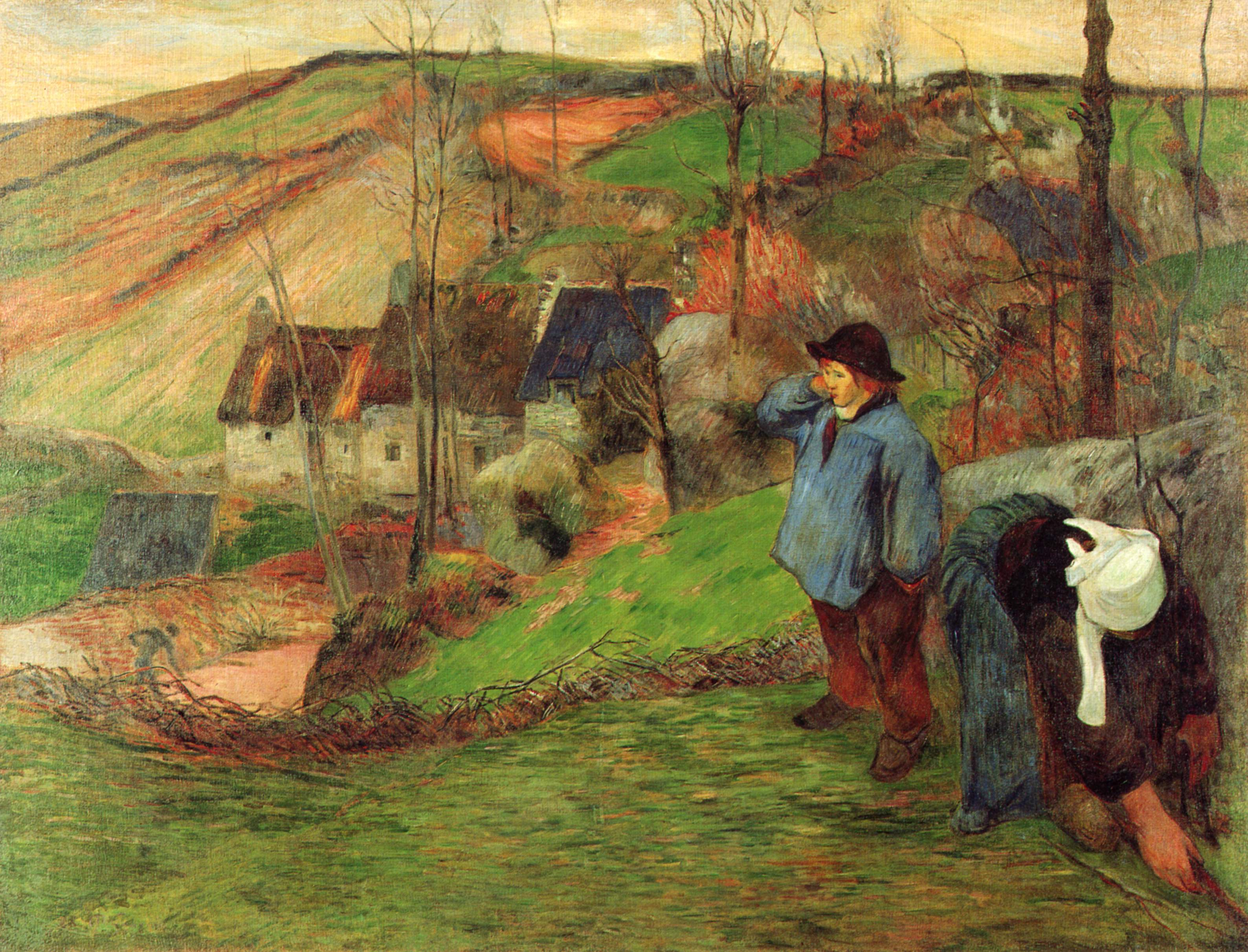
Поль Гоген, «Пейзаж в Бретані», 1888 р.

- Антуан Куазевокс  (1640—1720)
- Жак Калло(1592—1635)
- Клод Лоррен (1605—1682)
- Жан-Марк Натьє (1685—1766)
- Ежен Делакруа (1798—1863)
- Антуан Бурдель (1861—1929)
- Жак-Еміль Бланш (1861—1942)
- П'єр Боннар  (1867—1947)
- Франсуа Бонвін (1817—1887)
- Фелікс Бракмон (1833—1914)
- Жорж Брак (1882—1963)
- Шарль Лебрен(1619—1690)
- Жан-Батист Карпо (1827—1875)
- Ежен Карьєр (1849—1906)
- Каміль Коро (1796—1875)
- Густав Курбе(1819—1877)
- Оноре Дом'є (1808—1879)
- Поль Сезанн (1839—1906)
- П'єр Лапрад (1875—1931)
- Марк Шагал (1887—1985)
- Едгар Дега (1834—1917)
- Ежен Делакруа(1798—1863)
- Жан-Оноре Фрагонар(1732—1806)
- Шарль Меріон (1821—1868)
- Едуар Мане (1832—1883)
- Анрі Тулуз-Лотрек (1864—1901)
- Моріс Вламінк(1876—1958)
- Поль Гоген (1848—1903)
- Цуґухару Фудзіта (1886—1968)
- Анрі Фантен-Латур (1836—1904)
- Альфонс Легро (1837—1911)
- Фелікс Валлотон (1865—1925)
- Альбер Марке (1875—1947)
- Арістид Майоль (1861—1944)
- Хайм Сутін (1893—1943)
- Рауль Дюфі (1877—1953)
- Андре Дерен(1880—1954)
- Моріс Дені(1870—1943)
- Кес ван Донген (1877—1968)
- Фернан Леже (1881—1955)
- Бернар Бюффе(1928—1999)

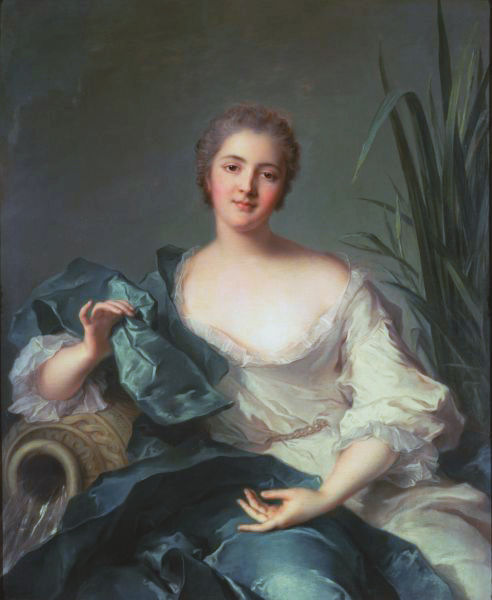
Жан-Марк Натьє, «Портрет пані у вигляді богині річки», 1739 р.
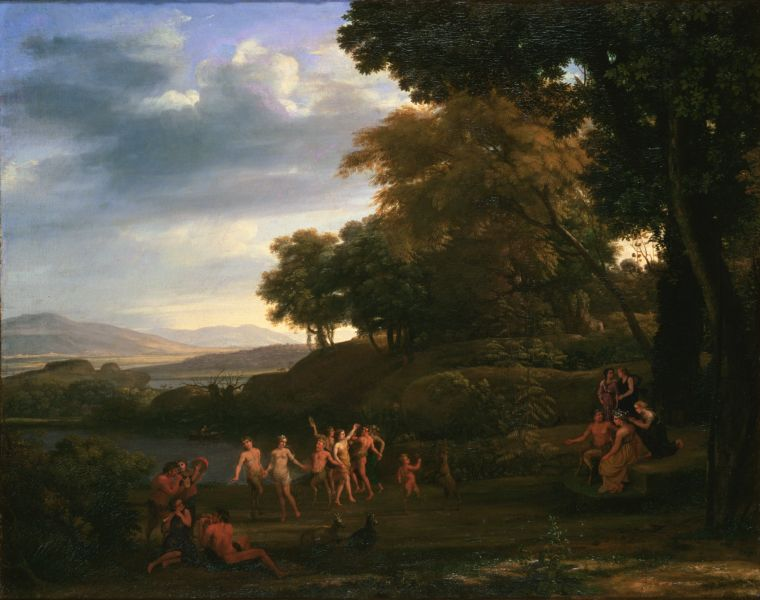
Клод Лоррен. «Сатири та німфи танцюють біля води», 1646 р.
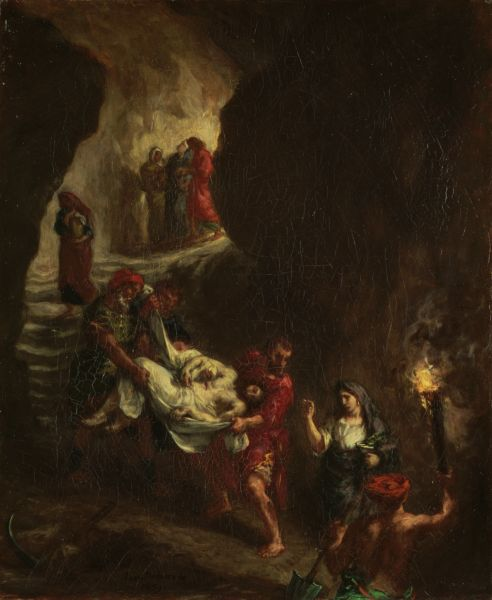
Ежен Делакруа, «Поховання Христа», 1859 р.
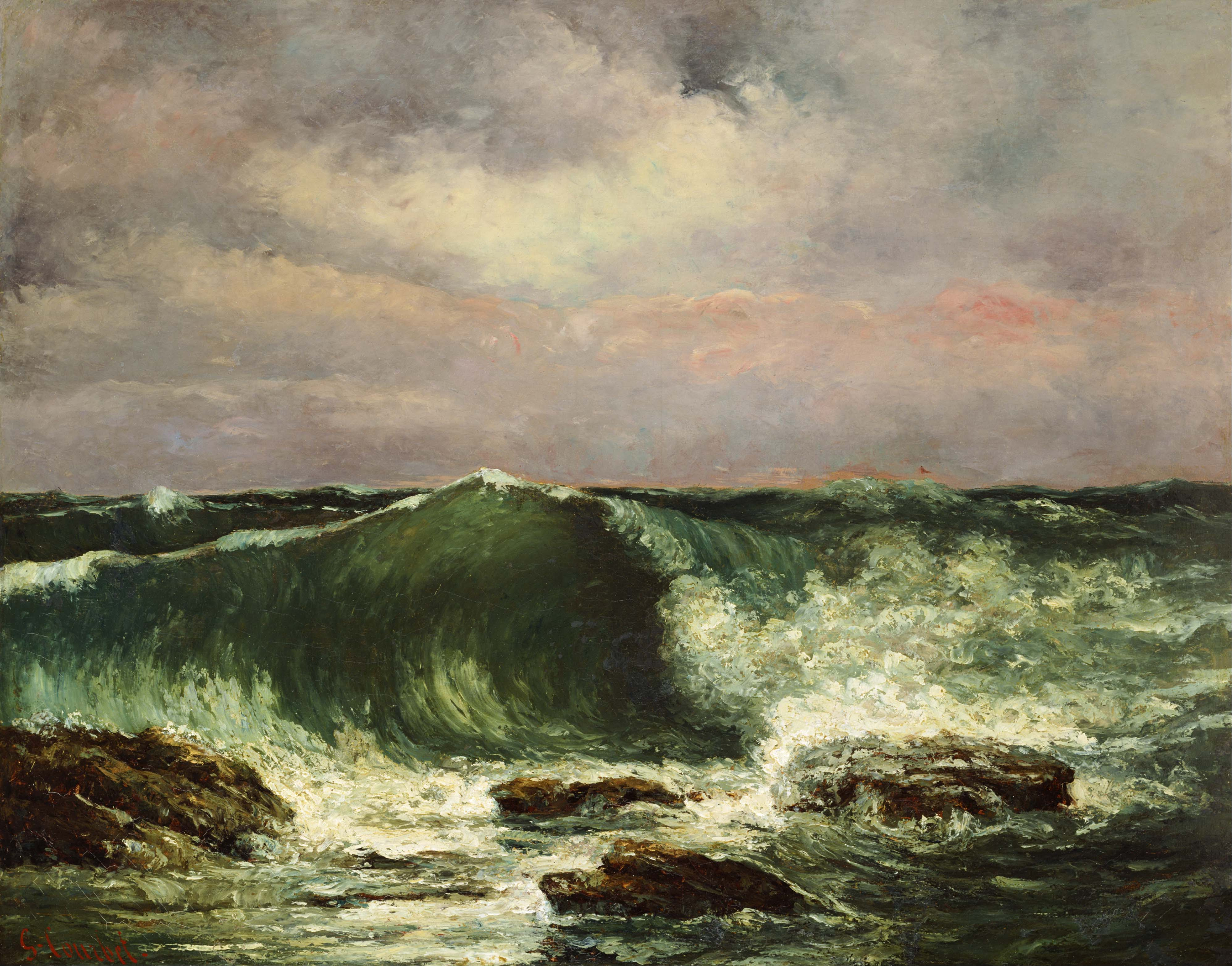
Густав Курбе, «Хвиля», 1870 р.
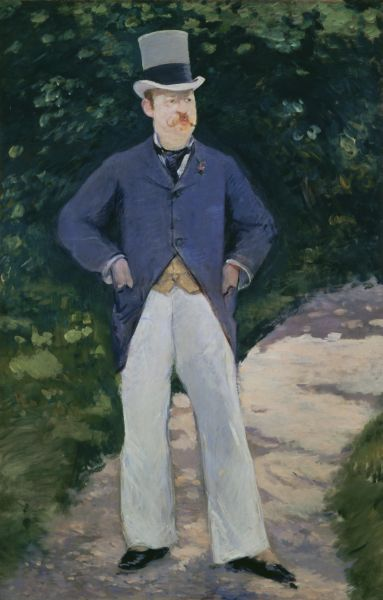
Едуар Мане, «Портрет мсьє Брюна», 1879  р.
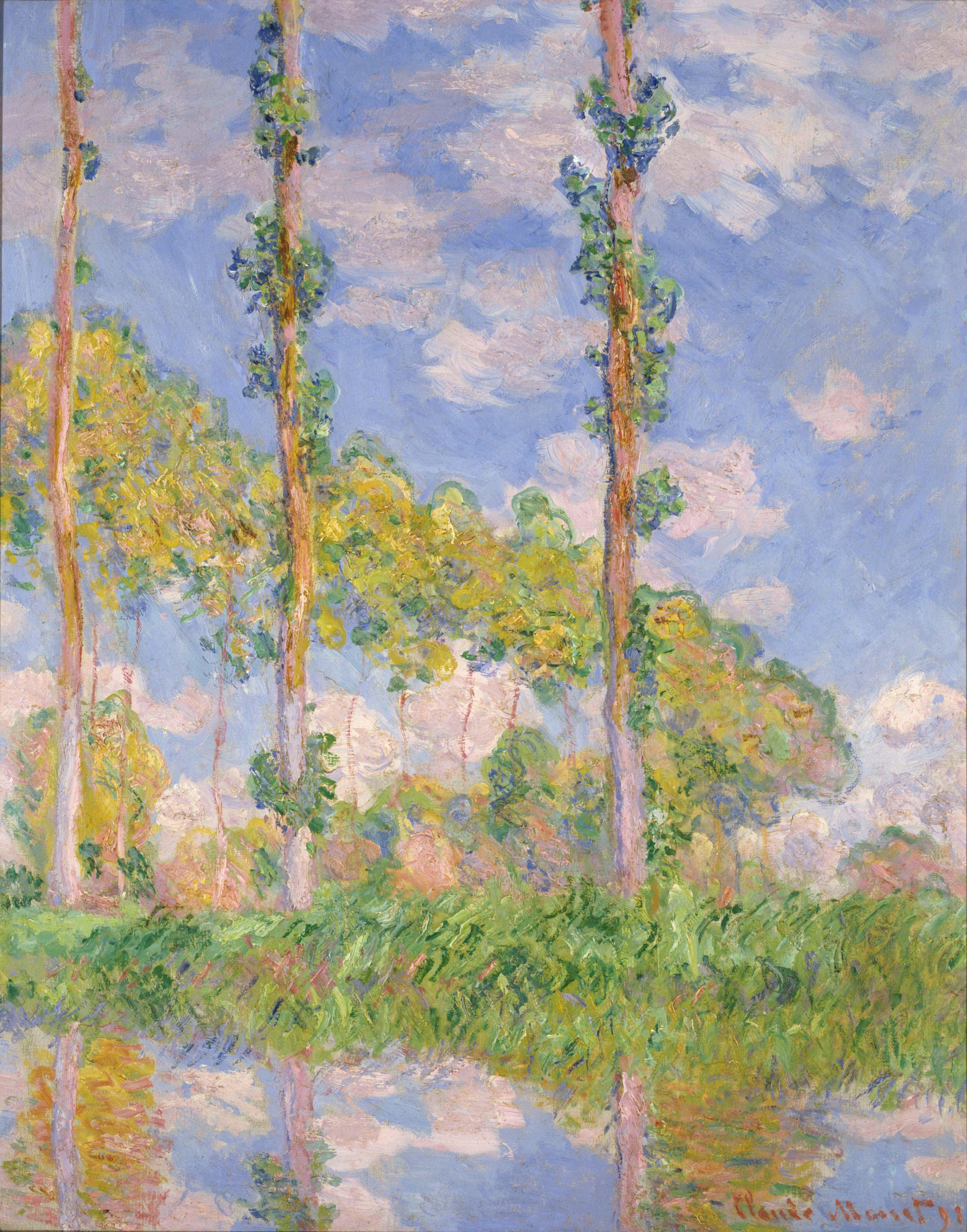
Клод Моне, «Тополі на сонці», 1898 р.
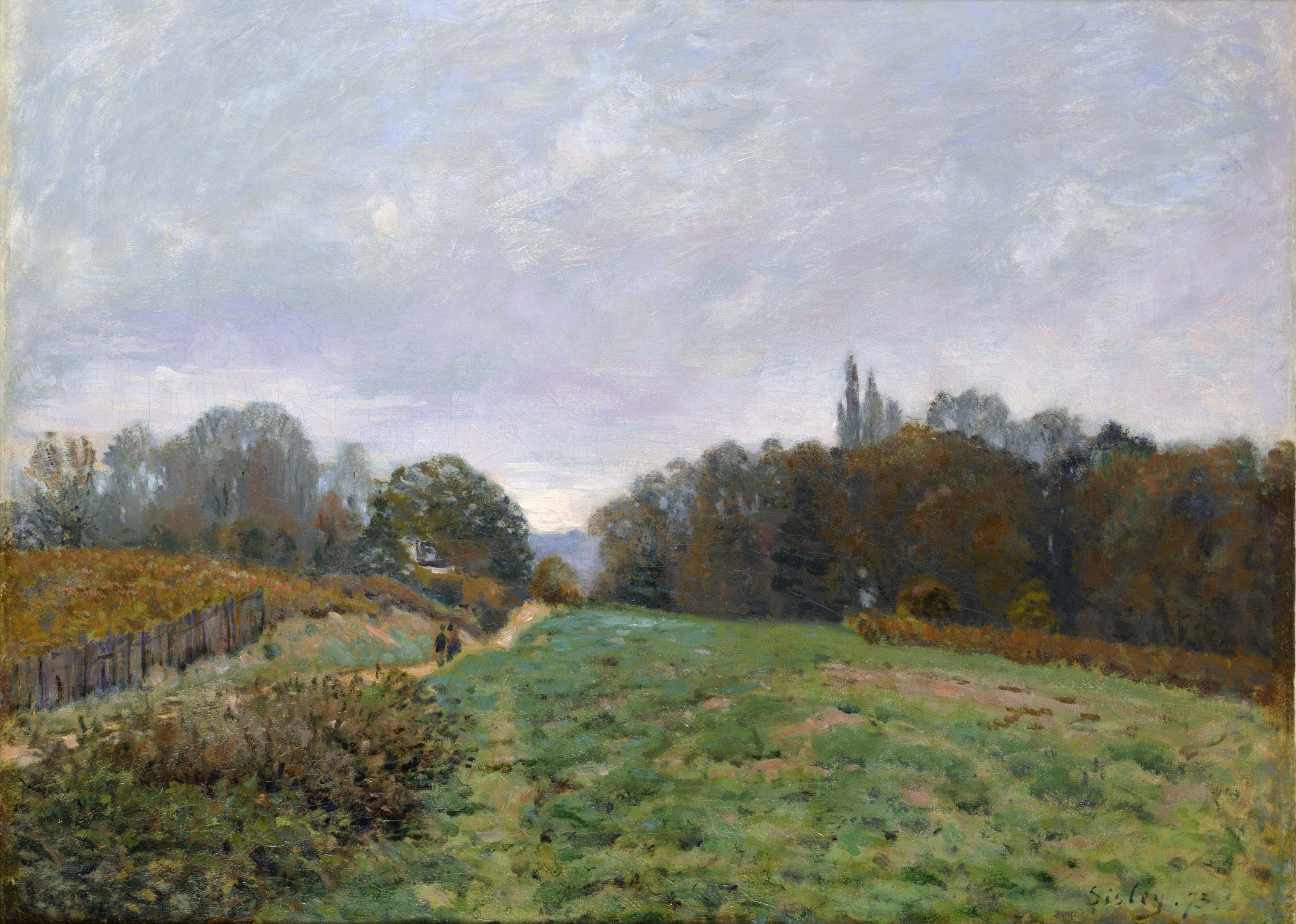
Альфред Сіслей. «Пейаж в Лувенсьєні», 1873 р.
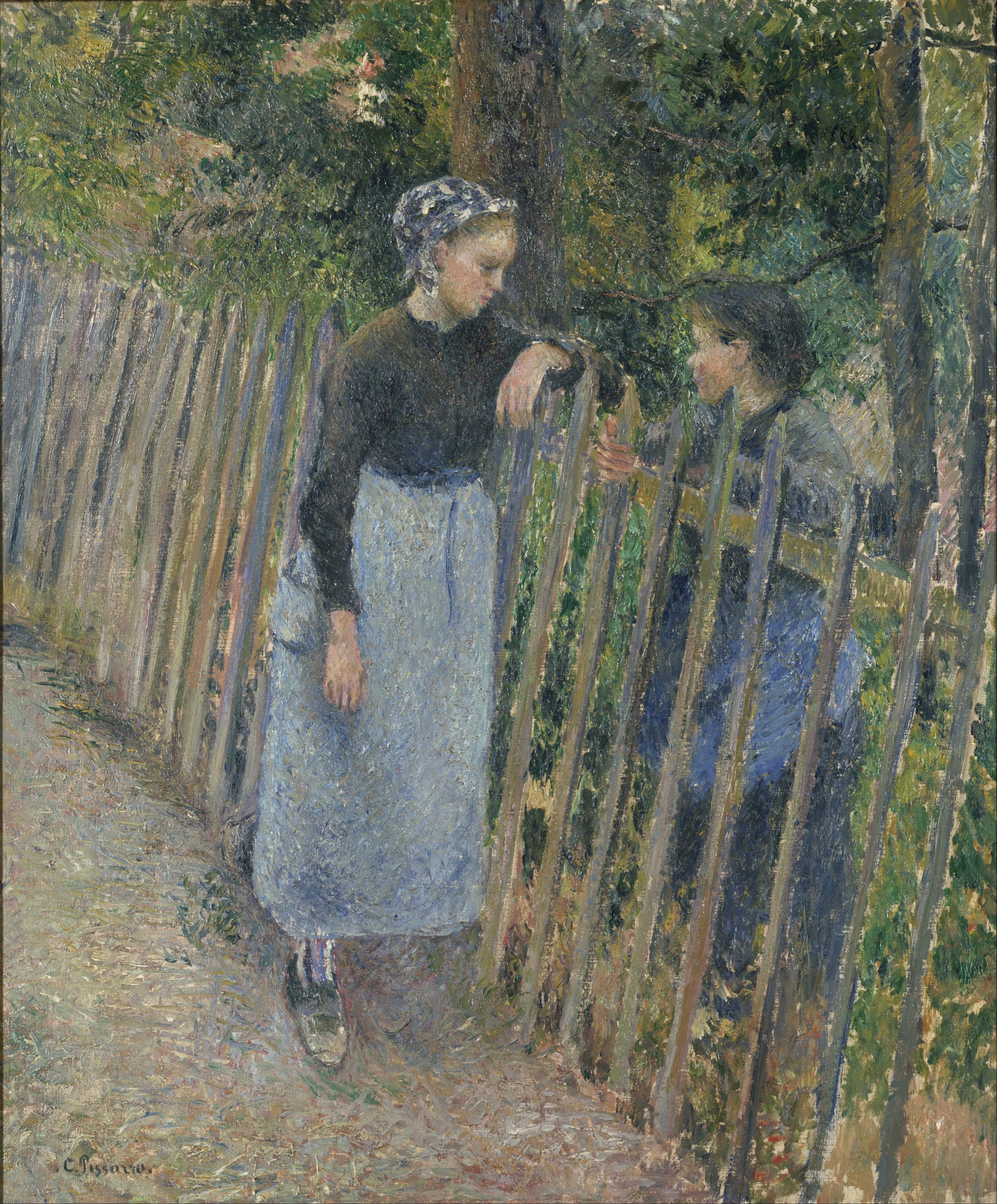
Каміль Піссарро, «Бесіда біля паркана», 1881 р.
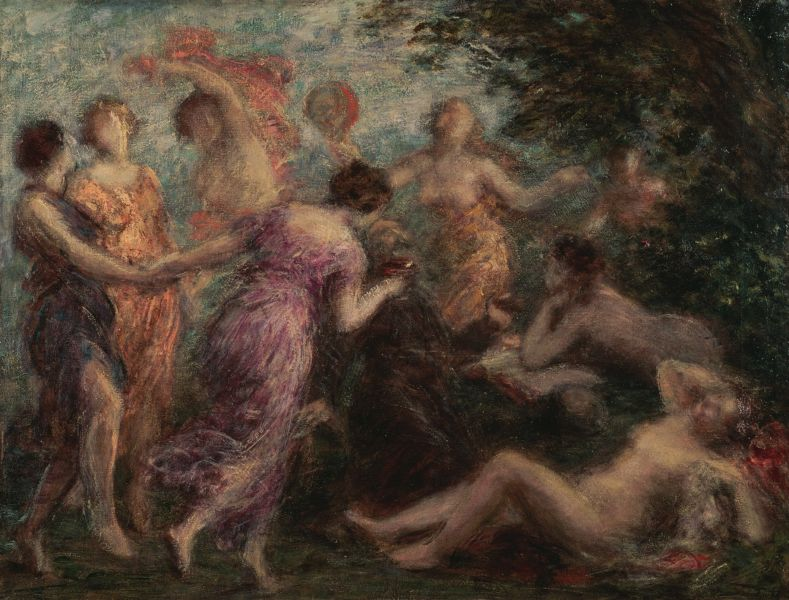
Анрі Фантен-Латур. «Спокуси святого Антонія»
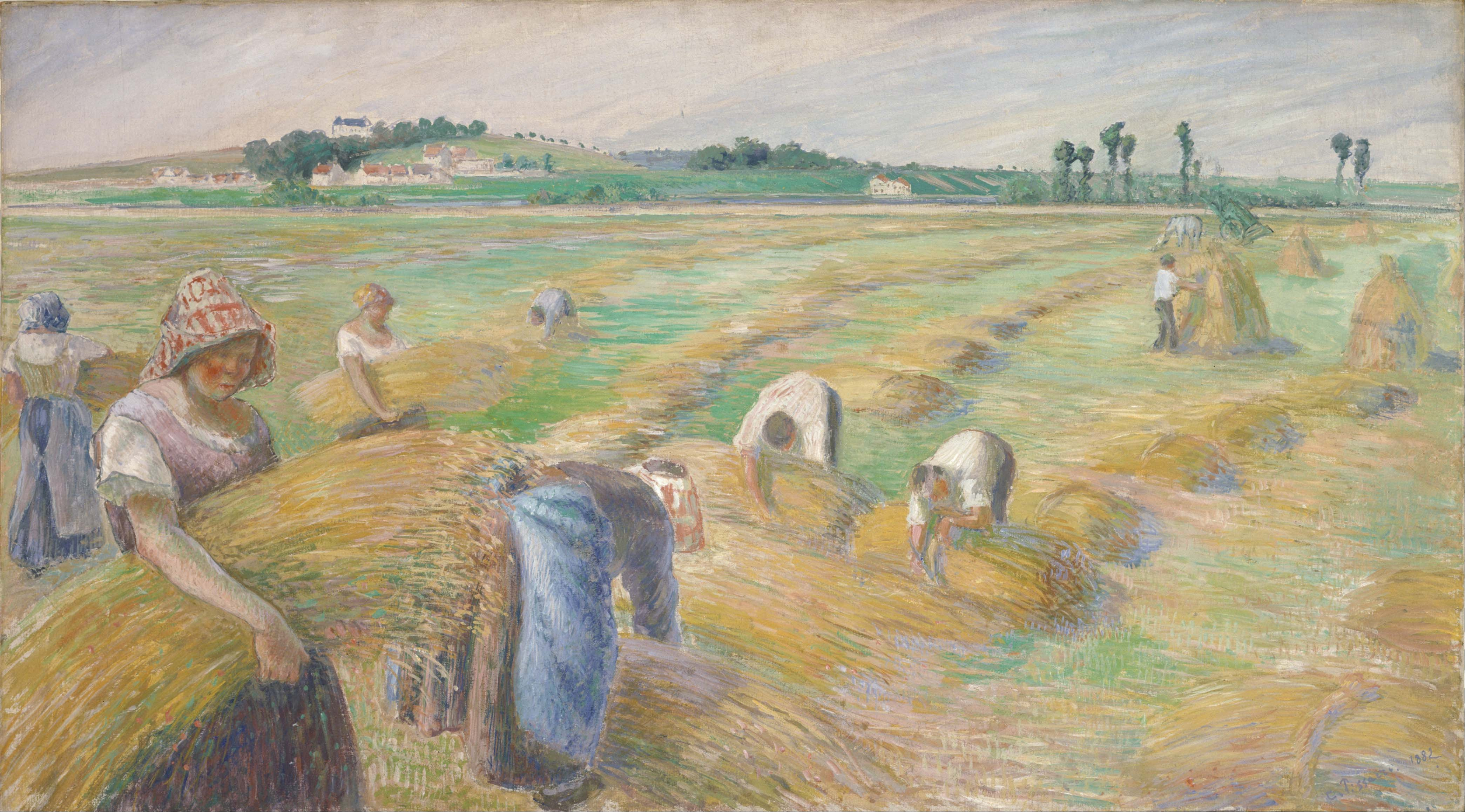
Каміль Піссарро, «Жнива», 1882 р.
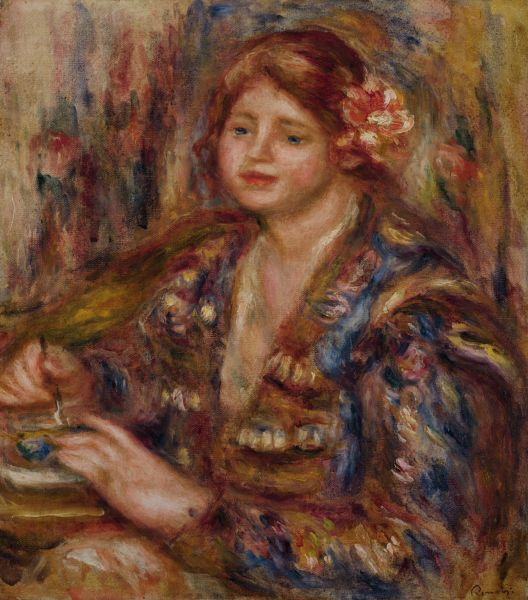
П'єр-Огюст Ренуар, «Жінка з трояндою», 1910 р.
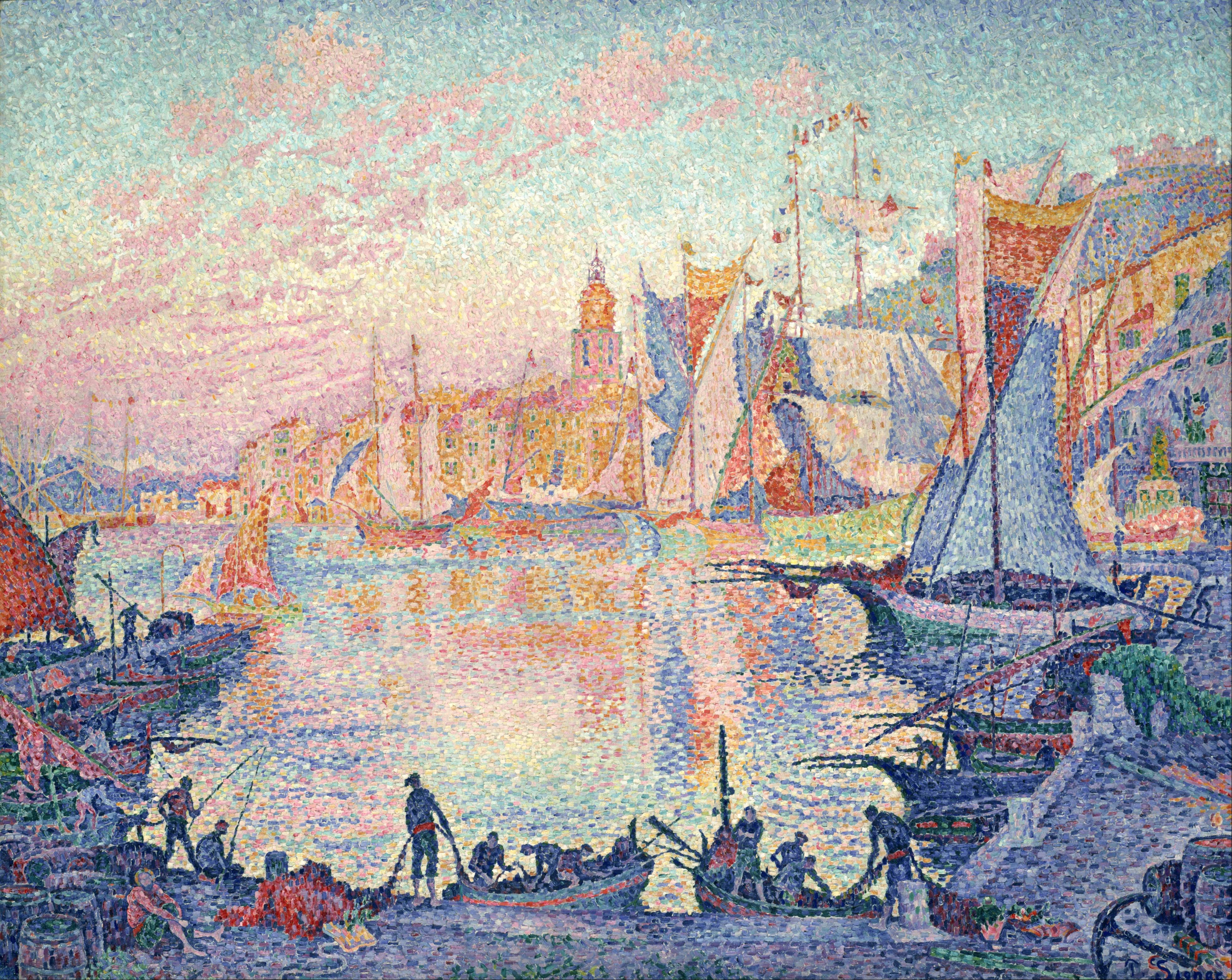
Поль Сіньяк. «Гавань в Сен-Тропе», до 1902 р.
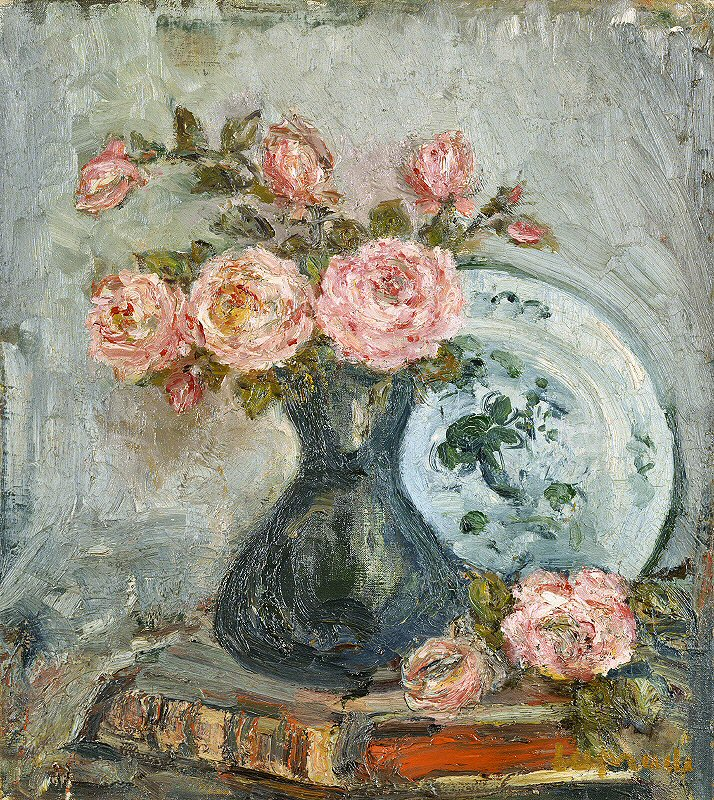
П'єр Лапрад , «Натюрморт з книгою, трояндами і посудом»

## Скульптури Родена
Музейна збірка має значну кількість скульптур Огюста Родена, котра нараховує п'ятдесят вісім (58) зразків, серед яких повтори таких хрестоматійних творів, як «Громадяни Кале», «Ворота раю», «Вічна весна», «Мислитель» тощо. Важливим доповненням колекції скульптур є наявність в музеї оригінальних малюнків Родена.

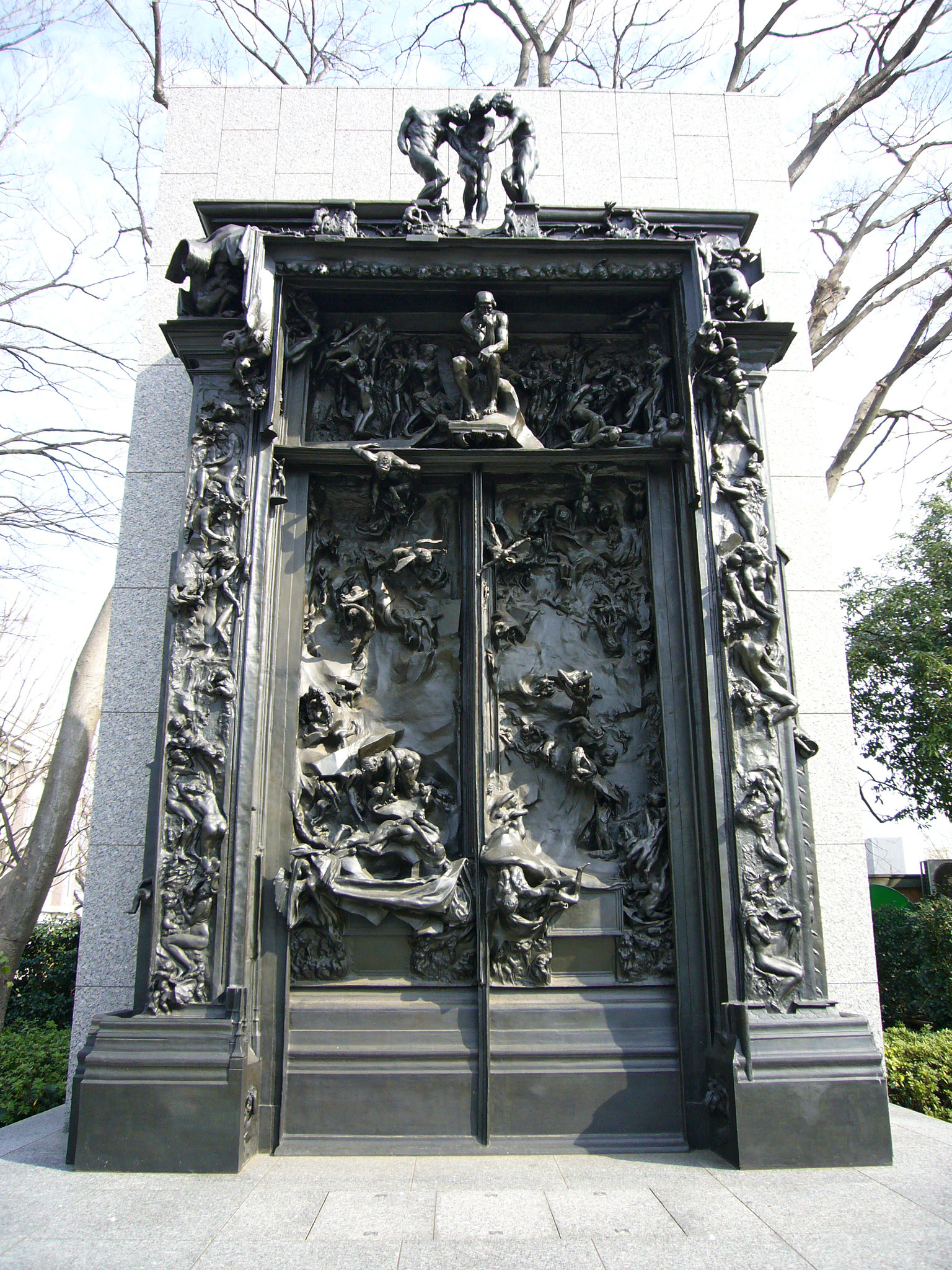
«Ворота раю»
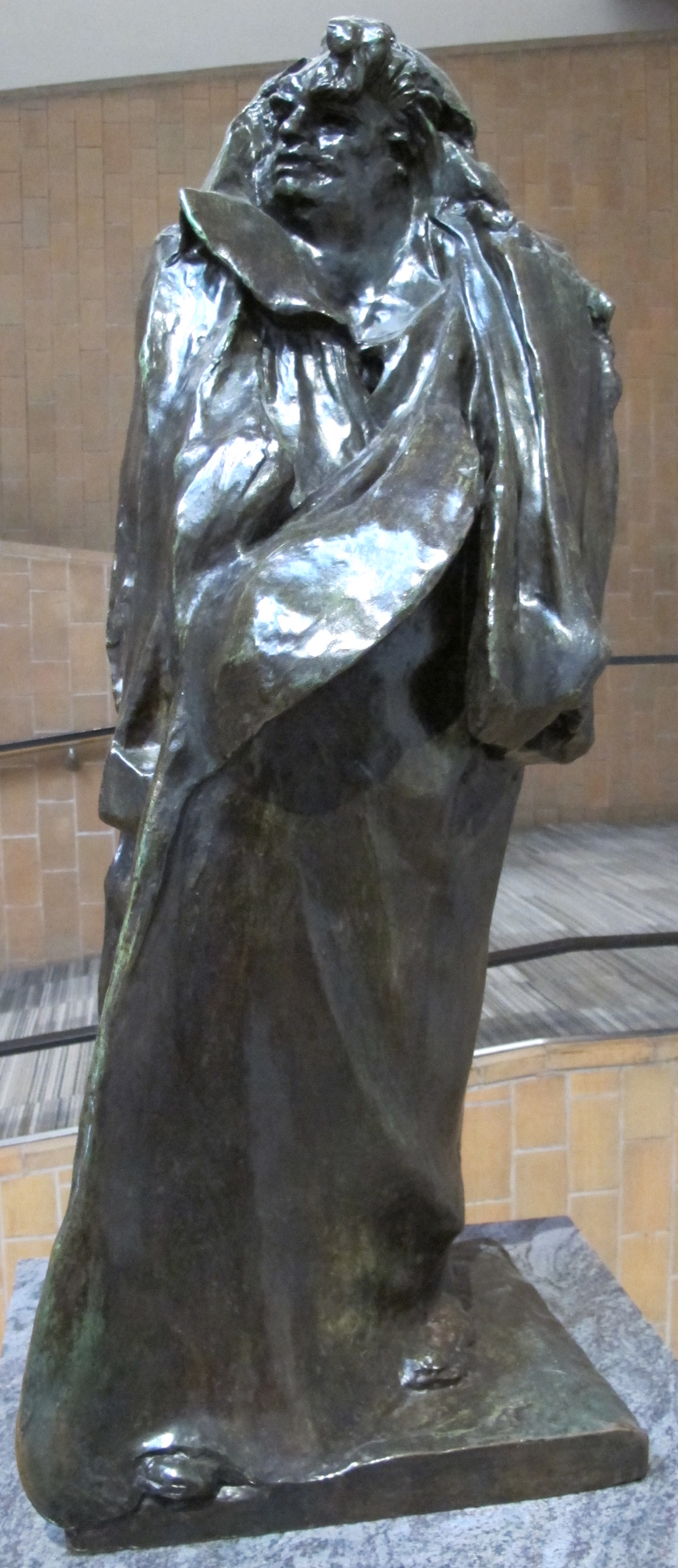
Монумет письменнику Оноре Бальзаку
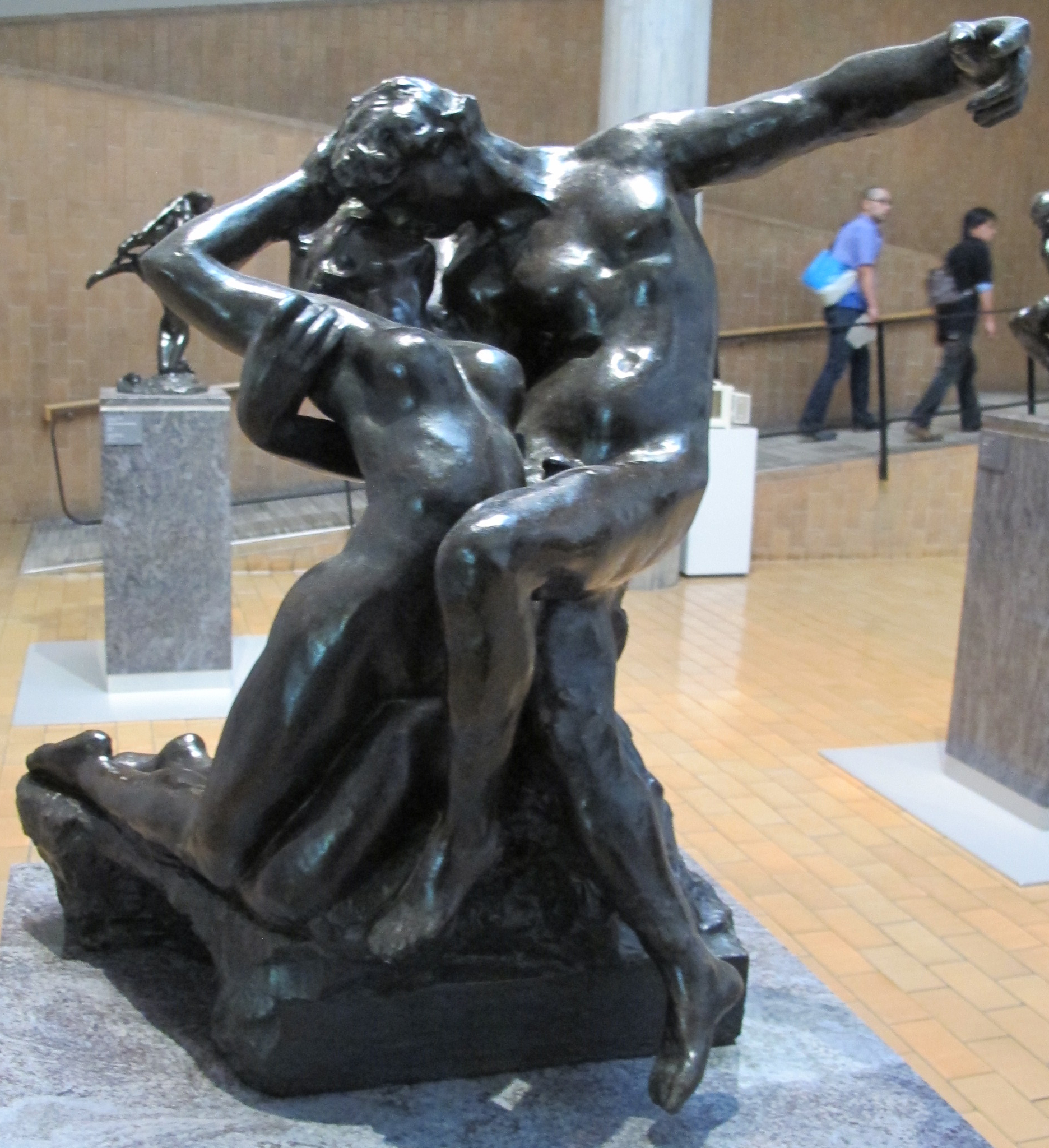
«Вічна весна»
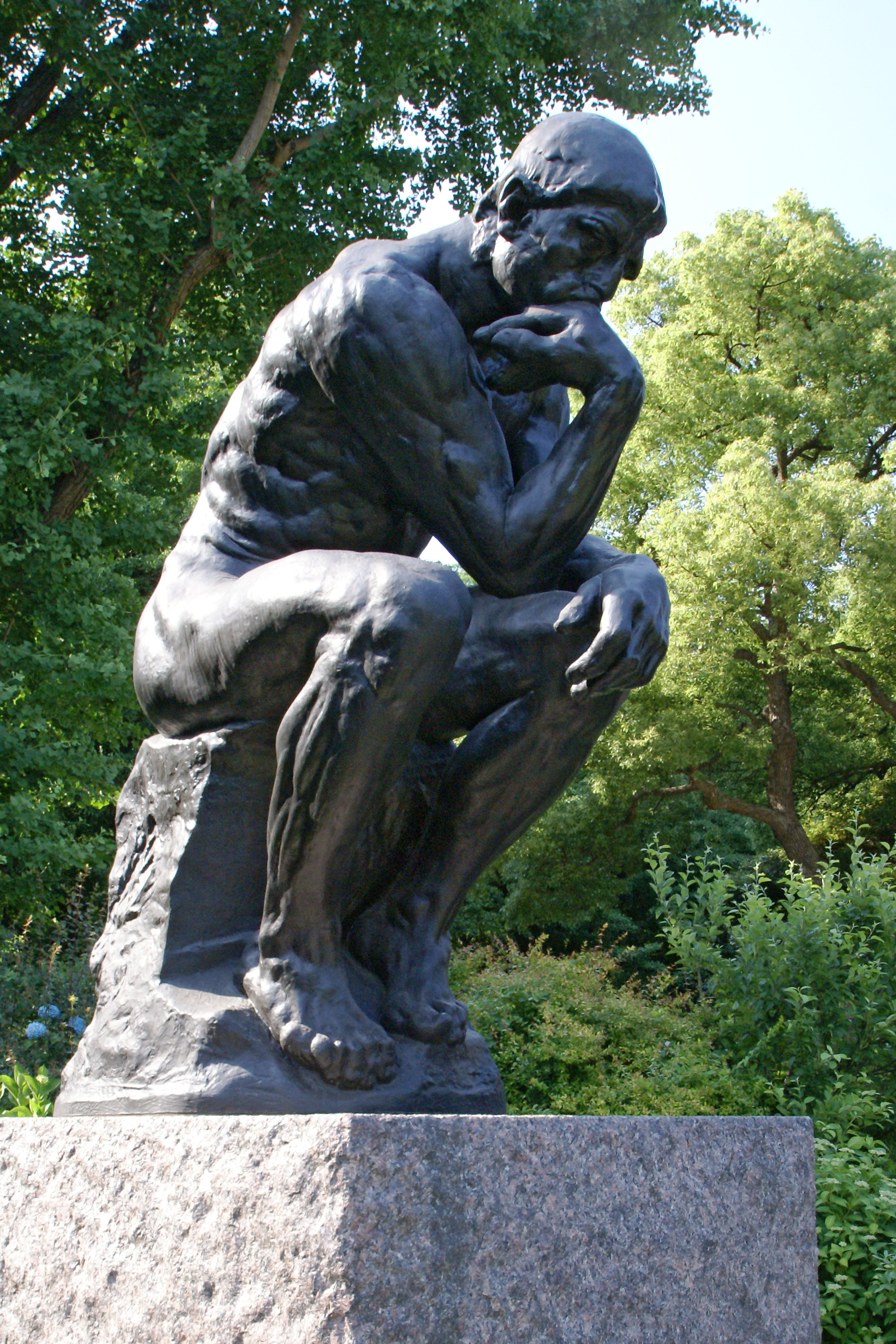
«Мислитель»

## Друкована графіка

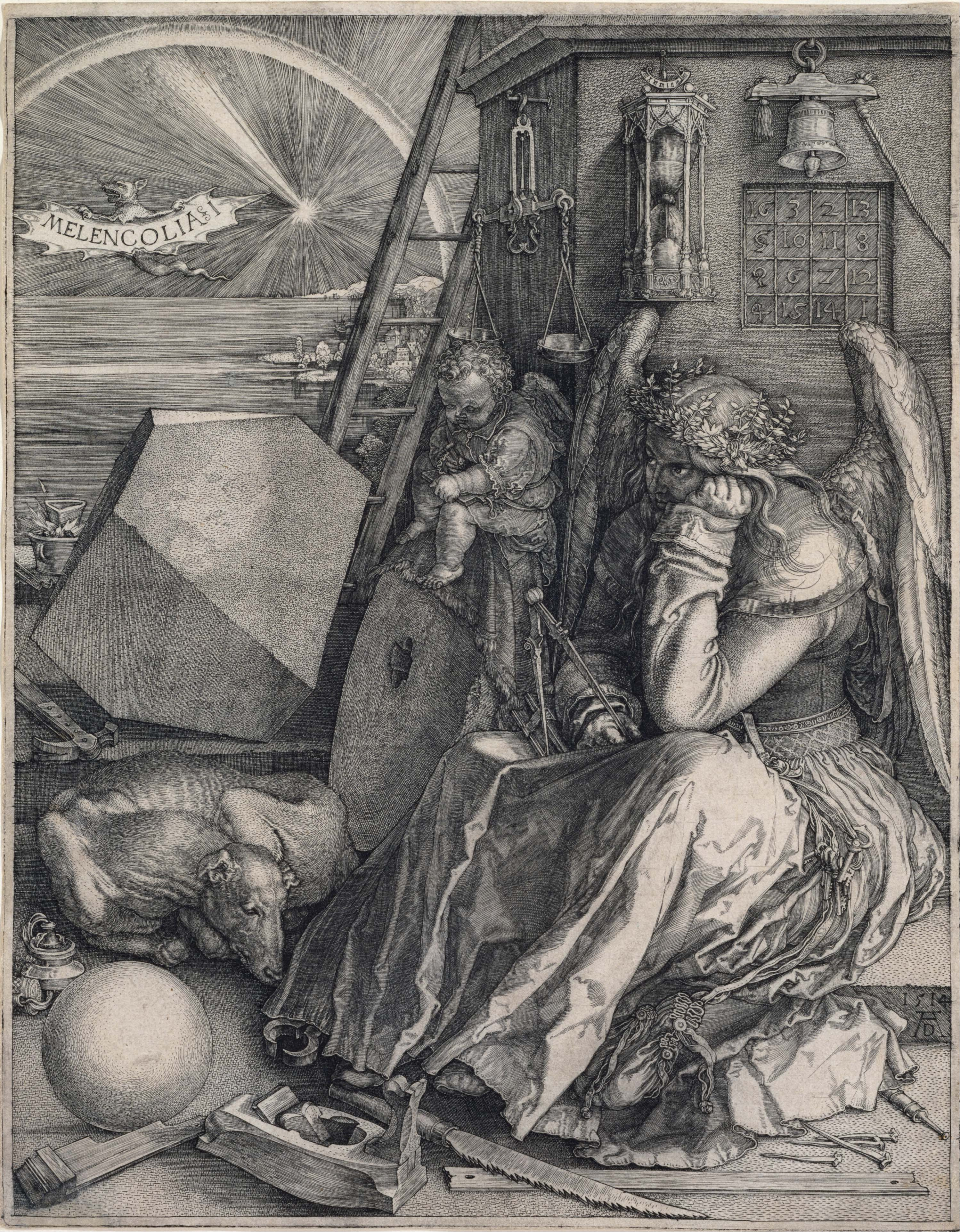
Альбрехт Дюрер. «Меланхолія»
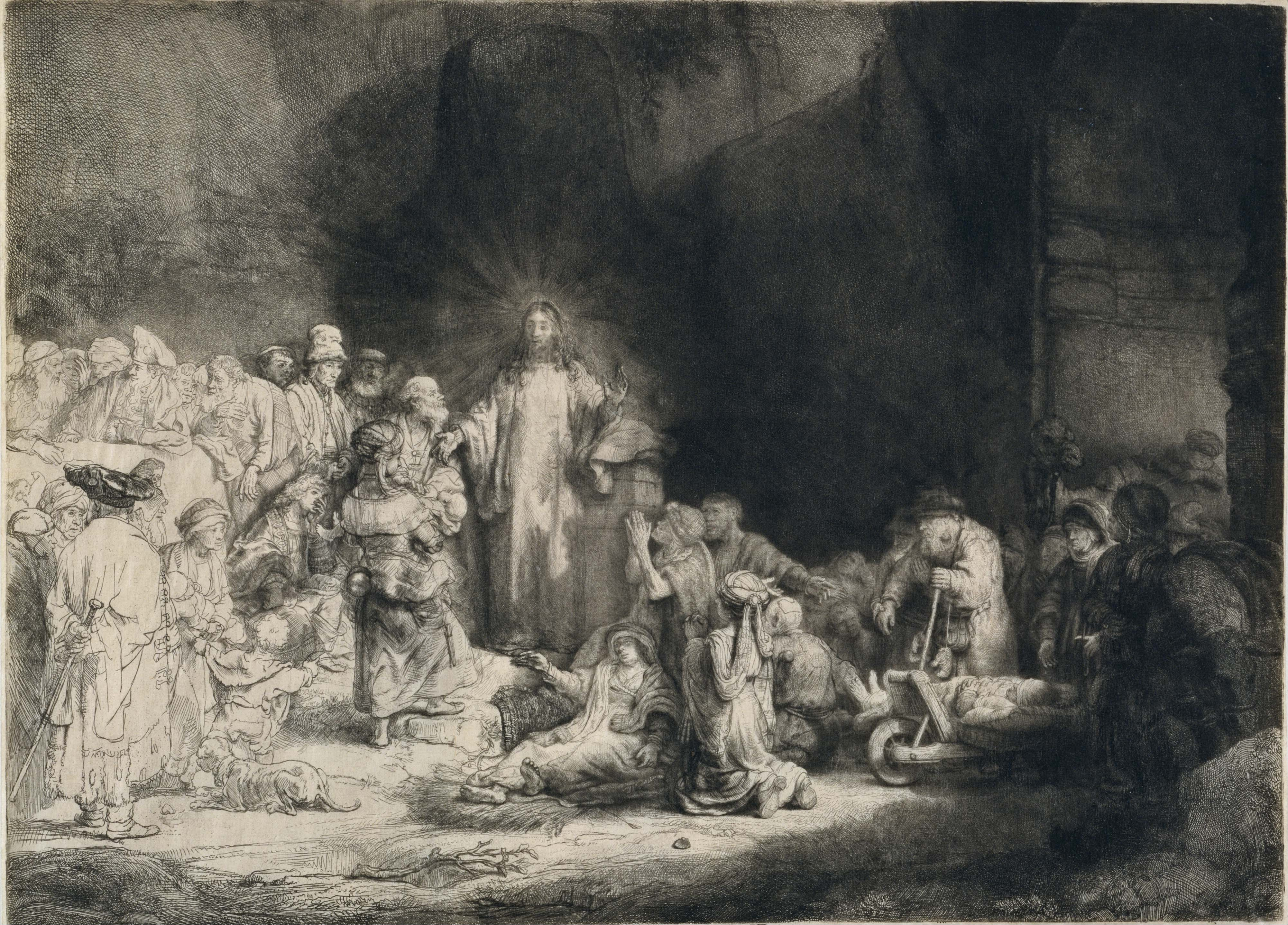
Рембрандт. «Аркуш в сто гульденів» (Христос і немічні)
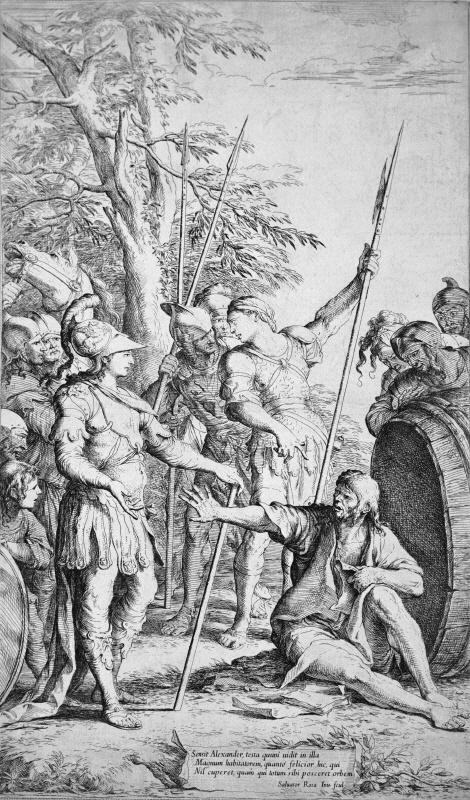
Сальватор Роза. «Філософ Діоген і Александр Македонський»

## Межі колекції
Хронологічно межі музейної збірки охоплюють декілька століть західноєвропейського мистецтва. Великі вільні кошти і бажання створити престижну збірку привели до придбання творів мистецтва художників різних країн, що віднесені до Заходу, але географічно розташовані не в Європі. Це твори австралійців (Robert Campbell, Tim Johnson), росіян (Василь Кандинський), канадця (Armand Vaillancourt), митців Сполучених Штатів. Так, в Японію практично повністю була придбана серія картин уславленого американського художника Ендрю Ваєта, присвячена молодій музі художника — німкені за походженням Хельгі.

## Обрані твори (галерея)

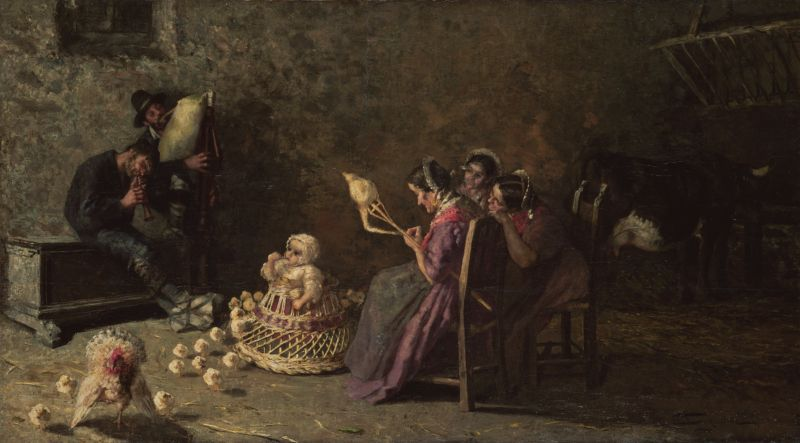
Джованні Сегантіні. «Сільські музики Бріанца», 1885 р.

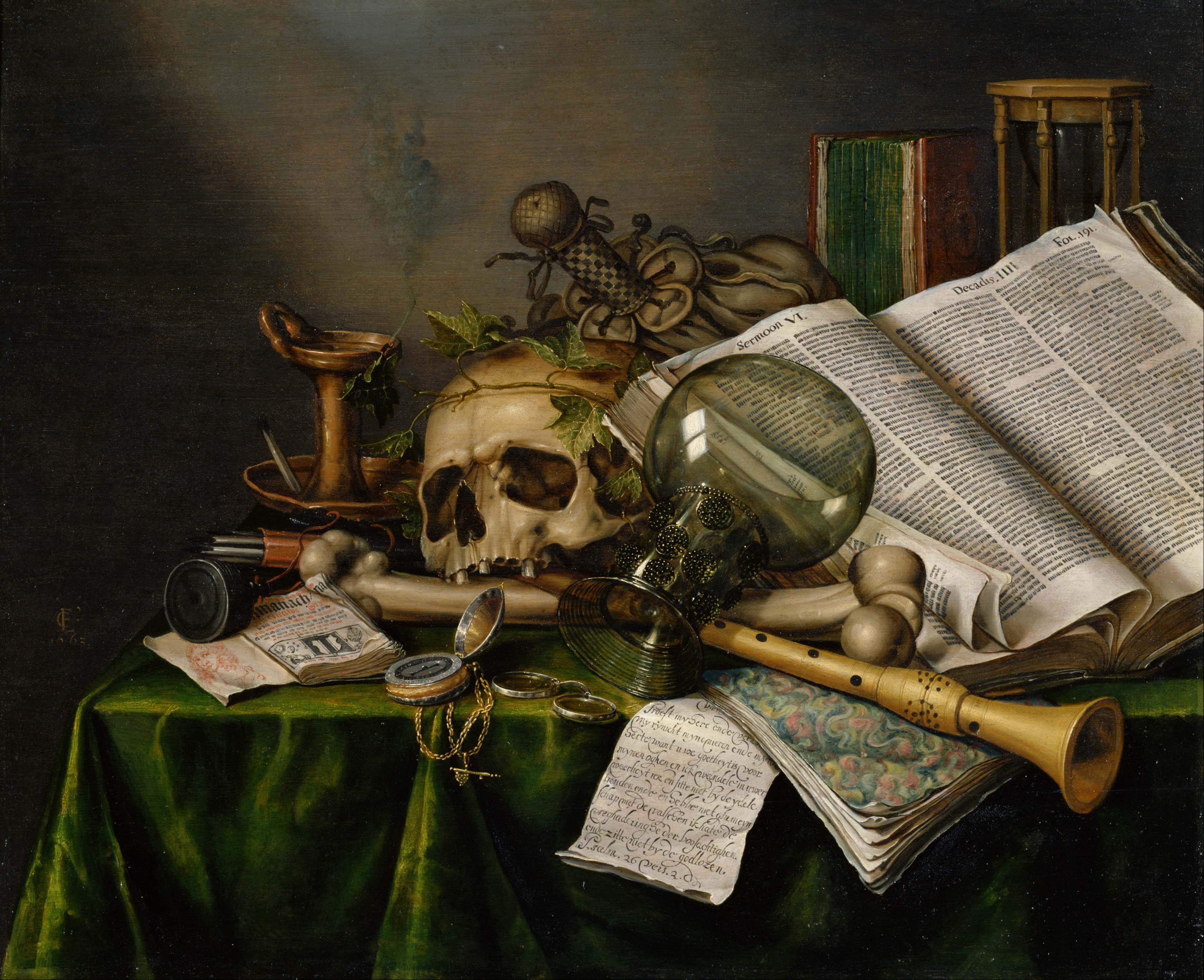
Еверт Кольєр. «Марнота марнот» або натюрморт з книгами, свічником, музичними інструментами і черепом. 1663 р. Національний музей західноєвропейського мистецтва (Токіо)

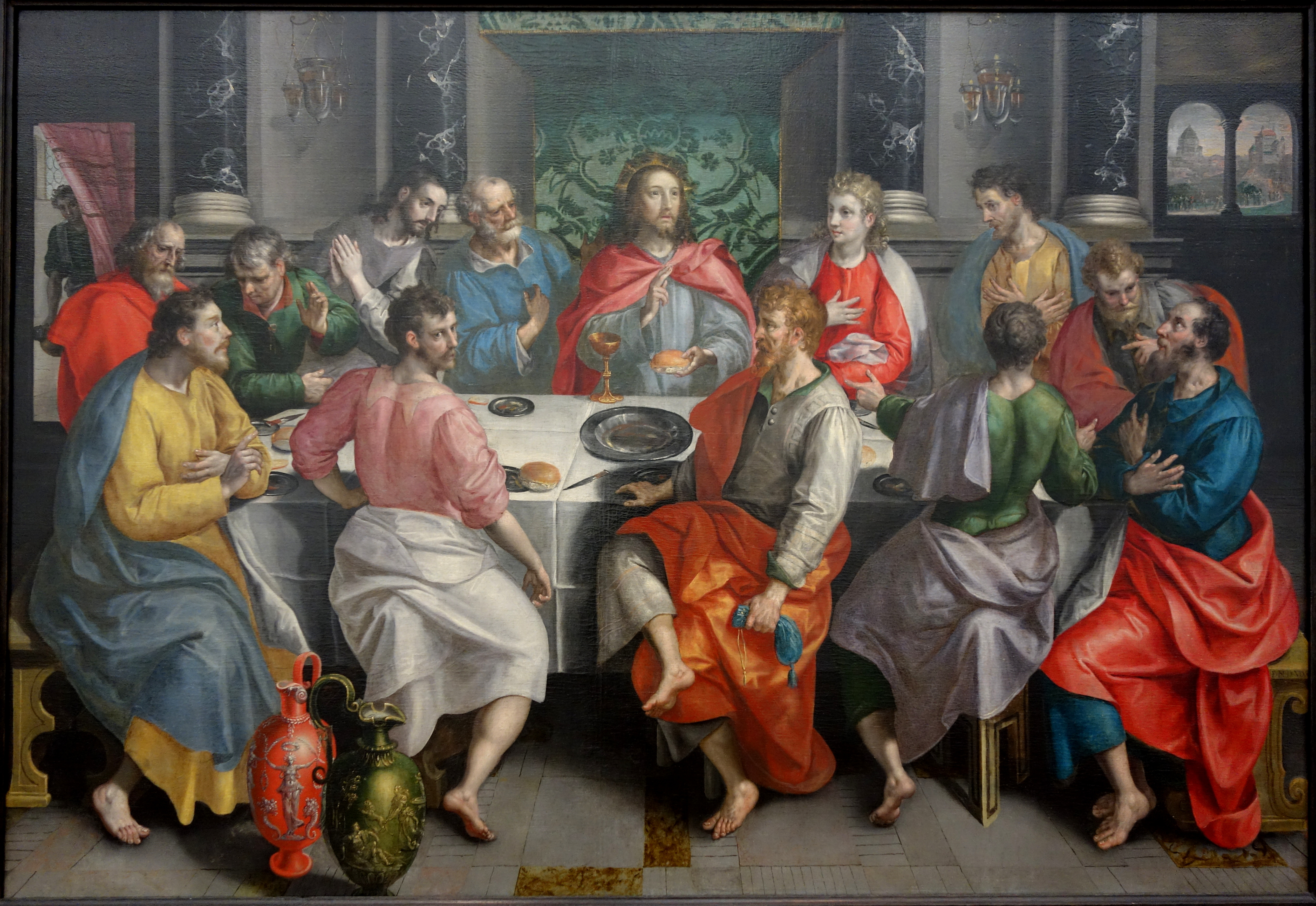
Мартен де Вос. «Таємна вечеря», змам 1550-1600х рр. Національний музей західноєвропейського мистецтва (Токіо)
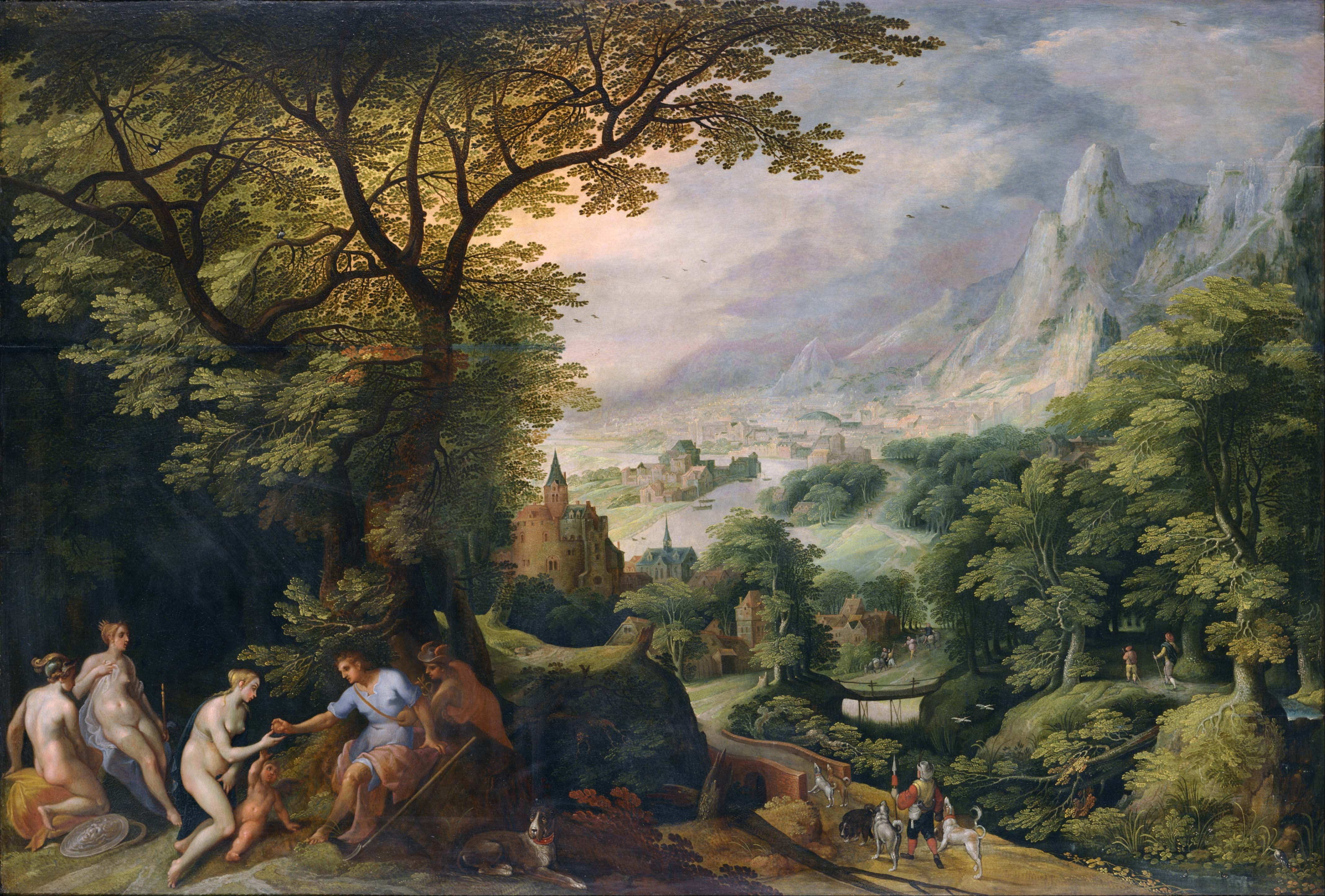
Гілліс ван Конінкслоо. «Пейзаж зі сценою суда Паріса», друга половина 16 ст. Національний музей західноєвропейського мистецтва (Токіо)
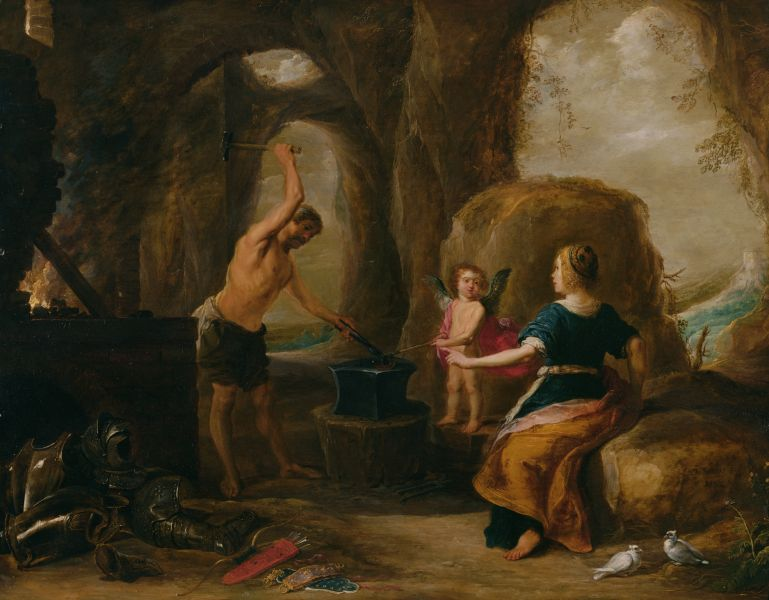
Давид Тенірс старший. «Венера в кузні бога Вулкана», 1638 р. Національний музей західноєвропейського мистецтва (Токіо)
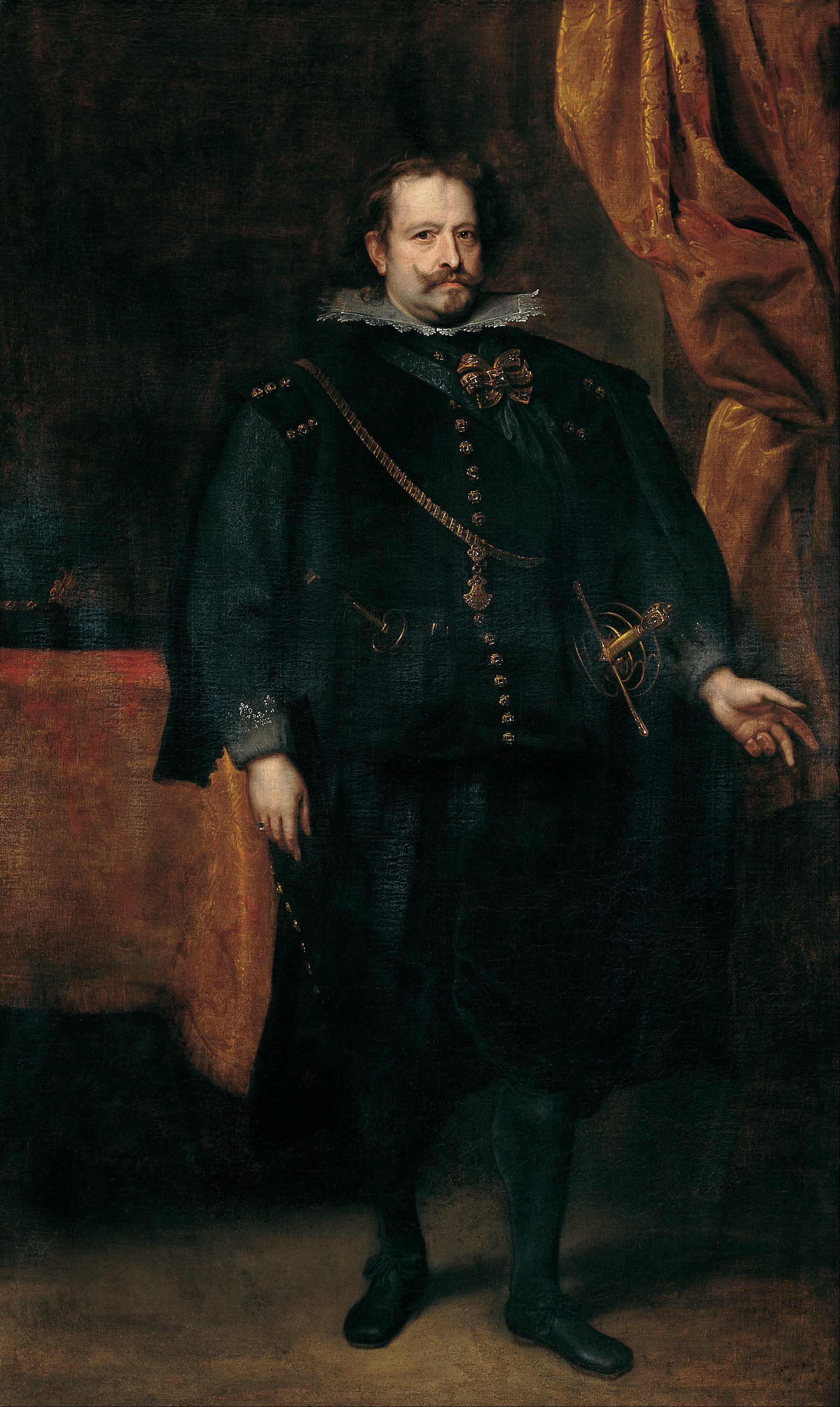
Антоніс ван Дейк. «Дієго де Мексія, маркіз Леганес», перша половина 17 ст. Національний музей західноєвропейського мистецтва (Токіо)